# Nordische Skiweltmeisterschaften 2017
Die 51. Nordischen Skiweltmeisterschaften fanden vom 22. Februar bis zum 5. März 2017 im finnischen Lahti statt. Der Ort war zum siebten Mal nach 1926, 1938, 1958, 1978, 1989 und 2001 Gastgeber der Nordischen Skiweltmeisterschaften.
Die Sprungwettbewerbe wurden an der Salpausselkä-Schanze durchgeführt, der Start- und Zielbereich der Laufwettbewerbe befand sich direkt neben der Schanze im Stadion Lahti.
In den drei nordischen Skisportarten wurden in 21 Wettbewerben Medaillen vergeben. Im Skilanglauf gab es zwölf Entscheidungen (Männer und Frauen jeweils sechs), im Skispringen fünf (Männer: drei / Frauen: einer / Mixed: einer) und in der Nordischen Kombination vier (nur Männer). Somit wurden dreizehn Wettbewerbe für Männer, sieben für Frauen und einer als Mixed-Wettbewerb angeboten. Das Wettkampfprogramm blieb gegenüber den letzten beiden Weltmeisterschaften unverändert. Knapp siebenhundert Athleten aus sechzig Nationen nahmen teil.

## Erfolgreiche Nationen und Sportler
Mit insgesamt achtzehn Medaillen, davon sieben goldenen, war Norwegen die erfolgreichste Nation bei dieser Weltmeisterschaft. Gleich dahinter folgte Deutschland mit elf Medaillen, davon sechs goldenen.
Erfolgreichste Sportlerin war die Norwegerin Marit Bjørgen, die drei WM-Titel in Einzelwettbewerben und einen mit ihrer Staffel gewann. Ihre Landsfrau Maiken Caspersen Falla war ebenfalls am Staffelgold beteiligt und gewann zwei weitere Einzelwettbewerbe. Bei den Männern brachte der Deutsche Johannes Rydzek das Kunststück fertig, alle vier möglichen Goldmedaillen in der Nordischen Kombination zu gewinnen – zwei in Einzeldisziplinen und zwei weitere in Mannschaftswettbewerben. Das war vor ihm noch nie jemandem gelungen.

## WM-Vergabe
Um die Austragung der Weltmeisterschaften hatten sich folgende Orte beworben: Oberstdorf, Planica, Lahti und Zakopane. Außer Planica hatten sich diese Orte bereits um die Austragung der Nordischen Skiweltmeisterschaften 2015 beworben.
Im Rahmen des FIS-Kongresses am 31. Mai 2012 in Südkorea wurde die Veranstaltung zum bereits siebten Mal nach Lahti vergeben.
| Austragungsort | 1. Wahlgang | 2. Wahlgang | 3. Wahlgang |
| -------------- | ----------- | ----------- | ----------- |
| Lahti          | 7           | 7           | 12          |
| Planica        | 5           | 5           | 3           |
| Oberstdorf     | 3           | 3           | –           |
| Zakopane       | 0           | –           | –           |

## Zeitplan
| Februar / März | 22. | 23. | 24. | 25. | 26. | 27. | 28. | 1. | 2. | 3. | 4. | 5. |
| -------------- | --- | --- | --- | --- | --- | --- | --- | -- | -- | -- | -- | -- |
| Skilanglauf    | D/H | D/H |     | D/H | D/H |     | D   | H  | D  | H  | D  | H  |
| Skispringen    |     | D   | D/H | H   | M   |     |     | H  | H  |    | H  |    |
| Kombination    |     |     | H   |     | H   |     |     | H  |    | H  |    |    |

| Datum            | Ortszeit      | MEZ           | Sportart            | Wettbewerb                  |
| ---------------- | ------------- | ------------- | ------------------- | --------------------------- |
| Mi., 22. Februar | 19:00         | 18:00         | Eröffnungszeremonie | Eröffnungszeremonie         |
| Do., 23. Februar | 17:30         | 16:30         | Skilanglauf         | Sprint Damen und Herren     |
| Fr., 24. Februar | 10:30 / 13:30 | 09:30 / 12:30 | Kombination         | Normalschanze               |
| Fr., 24. Februar | 17:30         | 16:30         | Skispringen         | Normalschanze Damen         |
| Sa., 25. Februar | 12:00         | 11:00         | Skilanglauf         | Skiathlon Damen             |
| Sa., 25. Februar | 14:30         | 13:30         | Skilanglauf         | Skiathlon Herren            |
| Sa., 25. Februar | 17:30         | 16:30         | Skispringen         | Normalschanze Herren        |
| So., 26. Februar | 12:00 / 15:30 | 11:00 / 14:30 | Kombination         | Mannschaft                  |
| So., 26. Februar | 13:30         | 12:30         | Skilanglauf         | Teamsprint Damen und Herren |
| So., 26. Februar | 17:30         | 16:30         | Skispringen         | Mixed                       |
| Di., 28. Februar | 13:45         | 12:45         | Skilanglauf         | 10 km Damen                 |
| Mi., 1. März     | 12:00 / 16:15 | 11:00 / 15:15 | Kombination         | Großschanze                 |
| Mi., 1. März     | 13:45         | 12:45         | Skilanglauf         | 15 km Herren                |
| Do., 2. März     | 15:00         | 14:00         | Skilanglauf         | Staffel Damen               |
| Do., 2. März     | 18:30         | 17:30         | Skispringen         | Großschanze Herren          |
| Fr., 3. März     | 13:30         | 12:30         | Skilanglauf         | Staffel Herren              |
| Fr., 3. März     | 16:00 / 18:15 | 15:00 / 17:15 | Kombination         | Teamsprint                  |
| Sa., 4. März     | 14:30         | 13:30         | Skilanglauf         | 30 km Massenstart Damen     |
| Sa., 4. März     | 17:15         | 16:15         | Skispringen         | Mannschaft                  |
| So., 5. März     | 14:30         | 13:30         | Skilanglauf         | 50 km Massenstart Herren    |
| So., 5. März     | 17:35         | 16:35         | Abschlusszeremonie  | Abschlusszeremonie          |

## Skilanglauf

### Teilnehmende Nationen
| - Andorra - Armenien - Belgien - Bosnien und Herzegowina - Bulgarien - Dänemark - Deutschland - Estland - Finnland - Frankreich - Griechenland - Irland - Island | - Italien - Kroatien - Lettland - Liechtenstein - Litauen - Moldau - Nordmazedonien - Montenegro - Norwegen - Österreich - Polen - Rumänien - Russland | - Slowenien - Schweden - Schweiz - Serbien - Slowakei - Slowenien - Spanien - Tschechien - Türkei - Ukraine - Ungarn - Vereinigtes Königreich - Belarus |

| - Armenien - Indien - Iran | - Japan - Libanon - Kasachstan | - Kirgisistan - Mongolei - Südkorea |

| - Argentinien - Brasilien - Chile | - Ecuador - Kanada - Kolumbien | - Trinidad und Tobago - Venezuela - USA |  |

| - Australien | - Tonga |  |

| - Togo |

## Trivia
- Besondere Aufmerksamkeit zog der Langläufer Adrián Solano auf sich. Der Venezolaner wurde bei der Anreise am Pariser Flughafen festgehalten, die französische Polizei glaubte ihm nicht, dass er Langläufer sei. Nachdem er seinen Anschlussflug verpasst hatte, wurde der 22-Jährige zurück nach Venezuela geschickt. Mittels Crowdfunding wurde Solanos erneute Anreise finanziert und so kam er am Tag der Qualifikation in Finnland an. Nach zahlreichen Stürzen beendete er das Rennen nach der ersten Runde.[2][3]
- Das Team des DSV erreichte mit sechs Goldmedaillen sein bestes Resultat bei Nordischen Skiweltmeisterschaften. Bisher waren die Resultate von Falun, 2015 und zuvor 1974 durch die damalige DDR mit je fünf Goldmedaillen die erfolgreichsten gewesen.
- Norwegens Männer konnten erstmals seit den Weltmeisterschaften 1978 (damals gab es überhaupt nur zwei Bronzemedaillen) keine Goldmedaille in einer Einzeldisziplin gewinnen.

## Medaillenspiegel
| Platz | Nation      |   |   |   |    |
| ----- | ----------- | - | - | - | -- |
| 01    | Norwegen    | 7 | 6 | 5 | 18 |
| 02    | Deutschland | 6 | 3 | 2 | 11 |
| 03    | Russland    | 2 | 4 | 0 | 6  |
| 04    | Österreich  | 2 | 1 | 2 | 5  |
| 05    | Finnland    | 1 | 1 | 3 | 5  |
| 06    | Italien     | 1 | 1 | 0 | 2  |
| 07    | Polen       | 1 | 0 | 1 | 2  |
| 08    | Kanada      | 1 | 0 | 0 | 1  |
| 09    | Japan       | 0 | 2 | 3 | 5  |
| 10    | Schweden    | 0 | 2 | 2 | 4  |
| 11    | USA         | 0 | 1 | 2 | 3  |
| 12    | Frankreich  | 0 | 0 | 1 | 1  |

| Platz | Sportler               |   |   |   |   |
| ----- | ---------------------- | - | - | - | - |
| 01    | Johannes Rydzek        | 4 | 0 | 0 | 4 |
| 02    | Sergei Ustjugow        | 2 | 3 | 0 | 5 |
| 03    | Stefan Kraft           | 2 | 1 | 1 | 4 |
| 04    | Eric Frenzel           | 2 | 1 | 0 | 3 |
| 05    | Martin Johnsrud Sundby | 1 | 2 | 0 | 3 |
| 05    | Andreas Wellinger      | 1 | 2 | 0 | 3 |
| 07    | Federico Pellegrino    | 1 | 1 | 0 | 2 |
| 08    | Iivo Niskanen          | 1 | 0 | 1 | 2 |
| 08    | Piotr Żyła             | 1 | 0 | 1 | 2 |
| 08    | Finn Hågen Krogh       | 1 | 0 | 1 | 2 |
| 08    | Niklas Dyrhaug         | 1 | 0 | 1 | 2 |
| 08    | Markus Eisenbichler    | 1 | 0 | 1 | 2 |
| 08    | Björn Kircheisen       | 1 | 0 | 1 | 2 |
| 14    | Alex Harvey            | 1 | 0 | 0 | 1 |
| 14    | Nikita Krjukow         | 1 | 0 | 0 | 1 |
| 14    | Didrik Tønseth         | 1 | 0 | 0 | 1 |
| 14    | Dawid Kubacki          | 1 | 0 | 0 | 1 |
| 14    | Maciej Kot             | 1 | 0 | 0 | 1 |
| 14    | Kamil Stoch            | 1 | 0 | 0 | 1 |
| 14    | Fabian Rießle          | 1 | 0 | 0 | 1 |
| 21    | Magnus Moan            | 0 | 1 | 1 | 2 |
| 21    | Magnus Krog            | 0 | 1 | 1 | 2 |
| 23    | Akito Watabe           | 0 | 1 | 1 | 2 |
| 23    | Michael Hayböck        | 0 | 1 | 1 | 2 |
| 25    | Dietmar Nöckler        | 0 | 1 | 0 | 1 |
| 25    | Andrei Larkow          | 0 | 1 | 0 | 1 |
| 25    | Alexander Bessmertnych | 0 | 1 | 0 | 1 |
| 25    | Alexei Tscherwotkin    | 0 | 1 | 0 | 1 |
| 25    | Anders Fannemel        | 0 | 1 | 0 | 1 |
| 25    | Johann André Forfang   | 0 | 1 | 0 | 1 |
| 25    | Daniel-André Tande     | 0 | 1 | 0 | 1 |
| 25    | Andreas Stjernen       | 0 | 1 | 0 | 1 |
| 25    | Mikko Kokslien         | 0 | 1 | 0 | 1 |
| 25    | Jørgen Graabak         | 0 | 1 | 0 | 1 |
| 35    | Johannes Høsflot Klæbo | 0 | 0 | 1 | 1 |
| 35    | Matti Heikkinen        | 0 | 0 | 1 | 1 |
| 35    | François Braud         | 0 | 0 | 1 | 1 |
| 35    | Sami Jauhojärvi        | 0 | 0 | 1 | 1 |
| 35    | Yoshito Watabe         | 0 | 0 | 1 | 1 |
| 35    | Daniel Rickardsson     | 0 | 0 | 1 | 1 |
| 35    | Johan Olsson           | 0 | 0 | 1 | 1 |
| 35    | Marcus Hellner         | 0 | 0 | 1 | 1 |
| 35    | Calle Halfvarsson      | 0 | 0 | 1 | 1 |
| 35    | Manuel Fettner         | 0 | 0 | 1 | 1 |
| 35    | Gregor Schlierenzauer  | 0 | 0 | 1 | 1 |
| 35    | Taku Takeuchi          | 0 | 0 | 1 | 1 |
| 35    | Daiki Itō              | 0 | 0 | 1 | 1 |
| 35    | Bernhard Gruber        | 0 | 0 | 1 | 1 |
| 35    | Mario Seidl            | 0 | 0 | 1 | 1 |
| 35    | Philipp Orter          | 0 | 0 | 1 | 1 |
| 35    | Paul Gerstgraser       | 0 | 0 | 1 | 1 |

| Platz | Sportlerin                 |   |   |   |   |
| ----- | -------------------------- | - | - | - | - |
| 01    | Marit Bjørgen              | 4 | 0 | 0 | 4 |
| 02    | Maiken Caspersen Falla     | 3 | 0 | 0 | 3 |
| 03    | Heidi Weng                 | 2 | 1 | 0 | 3 |
| 04    | Carina Vogt                | 2 | 0 | 0 | 2 |
| 05    | Norwegen                   | 1 | 0 | 0 | 1 |
| 06    | Svenja Würth               | 1 | 0 | 0 | 1 |
| 07    | Charlotte Kalla            | 0 | 2 | 1 | 3 |
| 08    | Jessie Diggins             | 0 | 1 | 1 | 2 |
| 08    | Krista Pärmäkoski          | 0 | 1 | 1 | 2 |
| 08    | Yūki Itō                   | 0 | 1 | 1 | 2 |
| 11    | Julija Belorukowa          | 0 | 1 | 0 | 1 |
| 11    | Natalja Matwejewa          | 0 | 1 | 0 | 1 |
| 11    | Anna Haag                  | 0 | 1 | 0 | 1 |
| 11    | Ebba Andersson             | 0 | 1 | 0 | 1 |
| 11    | Stina Nilsson              | 0 | 1 | 0 | 1 |
| 11    | Daniela Iraschko-Stolz     | 0 | 1 | 0 | 1 |
| 11    | Jacqueline Seifriedsberger | 0 | 1 | 0 | 1 |
| 18    | Sara Takanashi             | 0 | 0 | 2 | 2 |
| 19    | Kikkan Randall             | 0 | 0 | 1 | 1 |
| 19    | Sadie Bjornsen             | 0 | 0 | 1 | 1 |
| 19    | Aino-Kaisa Saarinen        | 0 | 0 | 1 | 1 |
| 19    | Kerttu Niskanen            | 0 | 0 | 1 | 1 |
| 19    | Laura Mononen              | 0 | 0 | 1 | 1 |

### Männer

#### Sprint Freistil
| Platz | Land | Sportler               |  |
| ----- | ---- | ---------------------- |  |
| 1     | ITA  | Federico Pellegrino    |  |
| 2     | RUS  | Sergei Ustjugow        |  |
| 3     | NOR  | Johannes Høsflot Klæbo |  |
| 4     | NOR  | Finn Hågen Krogh       |  |
| 5     | NOR  | Petter Northug         |  |
| 6     | FIN  | Ristomatti Hakola      |  |
|       |      |                        |  |
| 7     | FIN  | Martti Jylhä           |  |
| 8     | POL  | Maciej Staręga         |  |
| 9     | SWE  | Calle Halfvarsson      |  |
| 10    | NOR  | Emil Iversen           |  |
| 11    | SUI  | Jovian Hediger         |  |
| 12    | CAN  | Alex Harvey            |  |
|       |      |                        |  |
| 18    | AUT  | Dominik Baldauf        |  |
| 20    | GER  | Sebastian Eisenlauer   |  |
| 25    | SUI  | Roman Furger           |  |
| 33    | AUT  | Bernhard Tritscher     |  |
| 41    | GER  | Thomas Bing            |  |
| 45    | AUT  | Luis Stadlober         |  |
| 79    | AUT  | Niklas Liederer        |  |

Weltmeister 2015:  Petter Northug

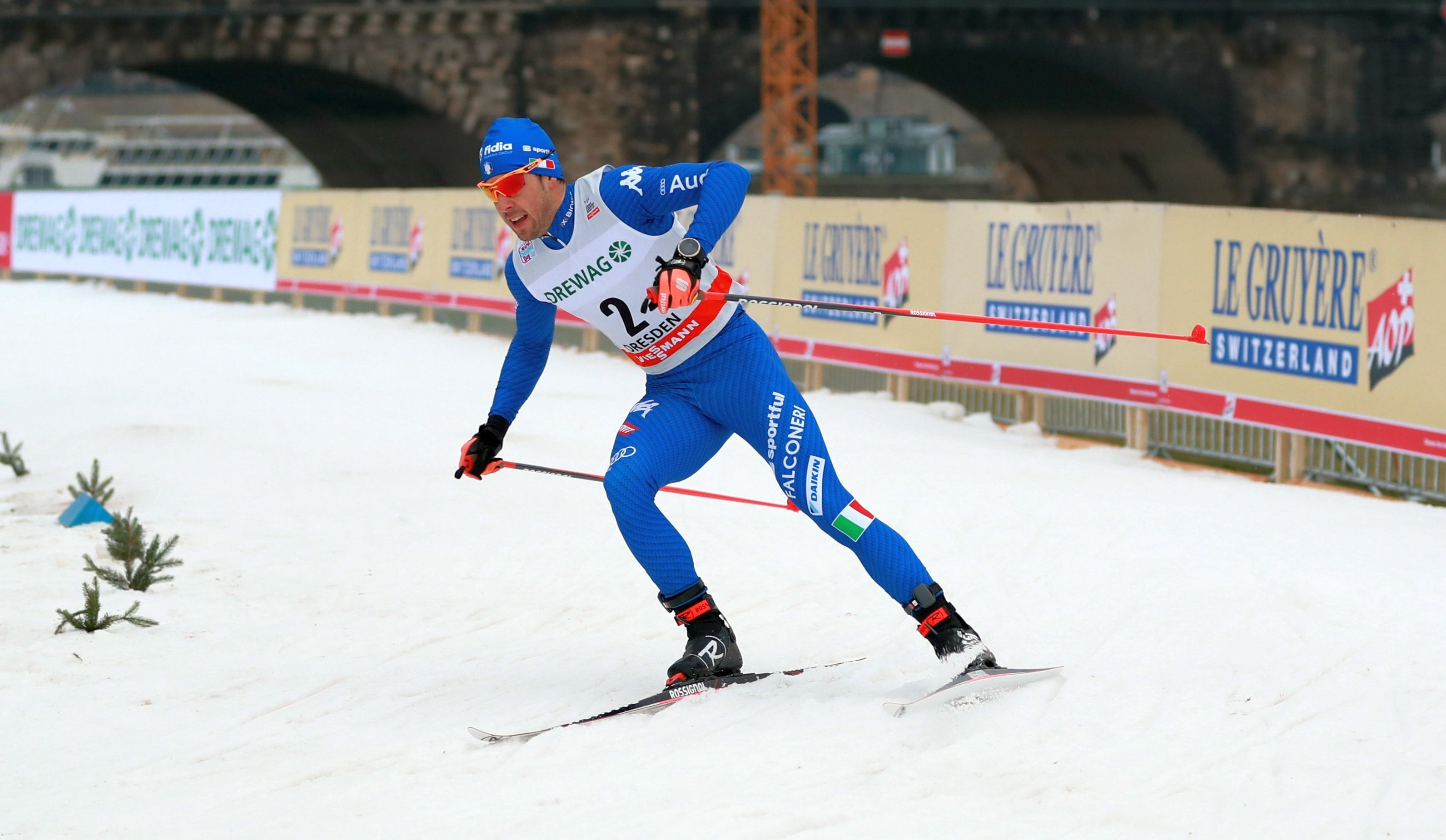
Sprintweltmeister Fedrico Pelegrino

Qualifikation und Finale: 23. Februar 2017
Strecke: Karpalo Sprint 1600 m; Länge: 1635 m; Höhenmeter: 53 m

#### Teamsprint klassisch
| Platz | Land        | Sportler                            | Zeit [min] |
| ----- | ----------- | ----------------------------------- | ---------- |
| 1     | Russland    | Nikita Krjukow Sergei Ustjugow      | 17:40,69   |
| 2     | Italien     | Dietmar Nöckler Federico Pellegrino | 17:42,83   |
| 3     | Finnland    | Sami Jauhojärvi Iivo Niskanen       | 17:49,33   |
| 4     | Norwegen    | Johannes Høsflot Klæbo Emil Iversen | 17:59,11   |
| 5     | USA         | Simeon Hamilton Erik Bjornsen       | 18:04,27   |
| 6     | Kanada      | Len Väljas Alex Harvey              | 18:07,71   |
| 7     | Deutschland | Thomas Bing Sebastian Eisenlauer    | 18:11,65   |
| 8     | Schweden    | Emil Jönsson Teodor Peterson        | 18:12,42   |
| 9     | Schweiz     | Roman Furger Jovian Hediger         | 18:45,46   |
| 10    | Polen       | Dominik Bury Maciej Staręga         | 18:55,75   |

Weltmeister 2015:  Norwegen | Finn Hågen Krogh und Petter Northug
Qualifikation und Finale: 26. Februar 2017
Strecke: Indian Hill Sprint 1300 m; Länge: 1285 m; Höhenmeter: 41 m
Es waren 24 Teams gemeldet. Die mit Start-Nr. 8 angetretenen Österreicher Dominik Baldauf und Luis Stadlober konnten sich nicht für das Finale qualifizieren.
Der russische und italienische Schlussläufer profitierten davon, dass kurz vor dem Zielsprint der finnische Starter Iivo Niskanen mit dem sich in Führung befindlichen Norweger Emil Iversen kollidierte.
Im Halbfinale ausgeschieden:
- Frankreich (Richard Jouve und Lucas Chanavat)
- Tschechien (Michal Novák und Aleš Razým)
- Slowenien (Miha Šimenc und Janez Lampič)
- Estland (Marko Kilp und Raido Ränkel)
- Belarus (Michail Sjamjonau und Michail Kuklin)
- Ukraine (Oleksij Krassowskyj und Ruslan Perechoda)
- Kasachstan (Iwan Ljuft und Alexei Poltoranin)
- Österreich (Dominik Baldauf und Luis Stadlober)
- Australien (Phillip Bellingham und Paul Kovacs)
- Litauen (Modestas Vaičiulis und Tautvydas Strolia)
- Slowakei (Andrej Segeč und Miroslav Šulek)
- Rumänien (Petrică Hogiu und Alin Florin Cioancă)
- Island (Sævar Birgisson und Albert Jonsson)
- Kolumbien (Paul Martin Bragiel und Jhon Acevedo)

#### 15 km klassisch

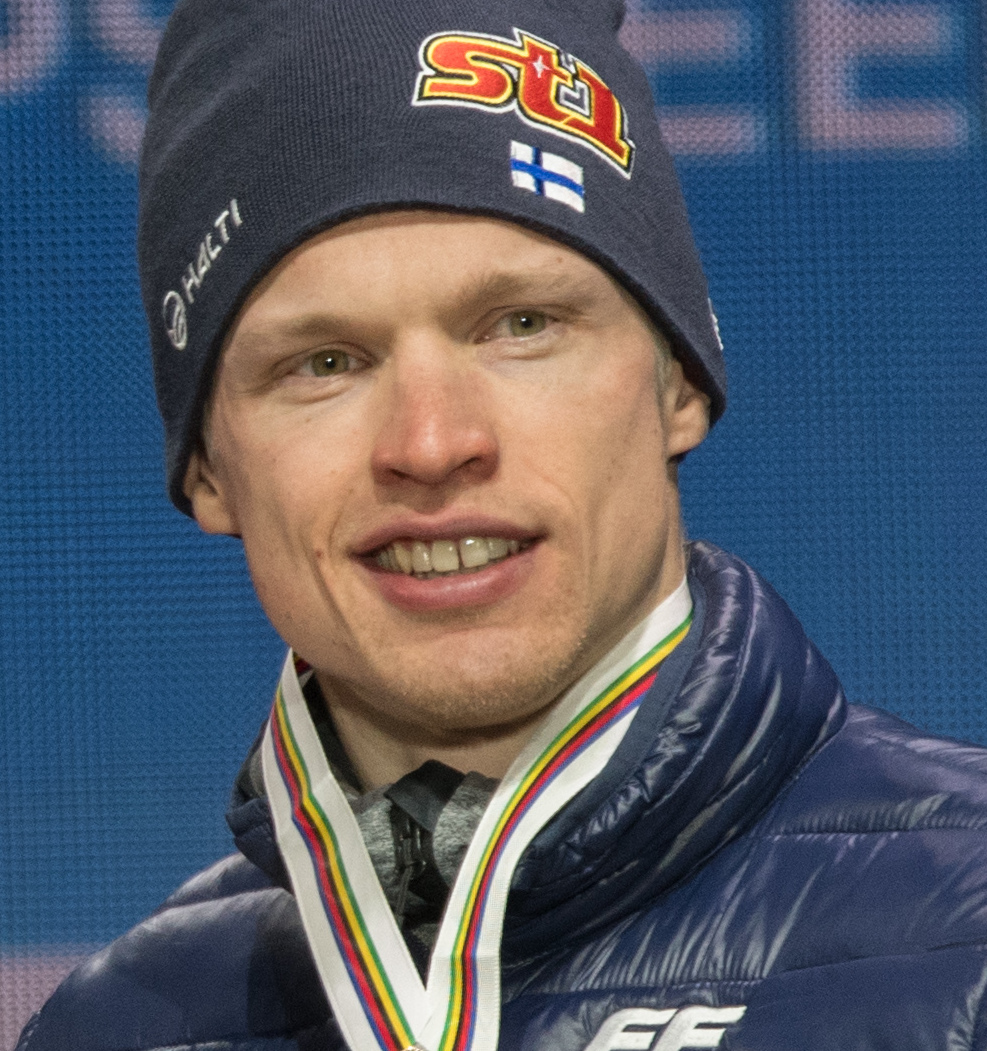
Ivo Niskanen gewann das
15-km-Rennen

| Platz | Land | Sportler               | Zeit [min] |
| ----- | ---- | ---------------------- | ---------- |
| 1     | FIN  | Iivo Niskanen          | 36:44,0    |
| 2     | NOR  | Martin Johnsrud Sundby | 37:01,9    |
| 3     | NOR  | Niklas Dyrhaug         | 37:15,3    |
| 4     | RUS  | Alexander Bessmertnych | 37:25,8    |
| 5     | RUS  | Andrei Larkow          | 37:37,2    |
| 5     | NOR  | Didrik Tønseth         | 37:37,2    |
| 7     | KAZ  | Alexei Poltoranin      | 37:50,3    |
| 8     | FIN  | Sami Jauhojärvi        | 37:53,7    |
| 9     | SWE  | Johan Olsson           | 37:54,6    |
| 10    | SWE  | Calle Halfvarsson      | 37:59,0    |
|       |      |                        |            |
| 17    | SUI  | Jonas Baumann          | 38:36,4    |
| 27    | GER  | Jonas Dobler           | 39:15,8    |
| 30    | LIE  | Philipp Hälg           | 39:34,8    |
| 31    | GER  | Lucas Bögl             | 39:36,9    |
| 37    | AUT  | Luis Stadlober         | 40:18,3    |
| 45    | GER  | Thomas Bing            | 40:36,0    |
| 53    | AUT  | Niklas Liederer        | 41:33,3    |

Weltmeister 2015:  Johan Olsson
Datum: 1. März 2017
Strecke: 7,5 km (3,75 km North + 3,75 km South); Länge: 7321 m; Höhenmeter: 273 m

#### 30 km Skiathlon

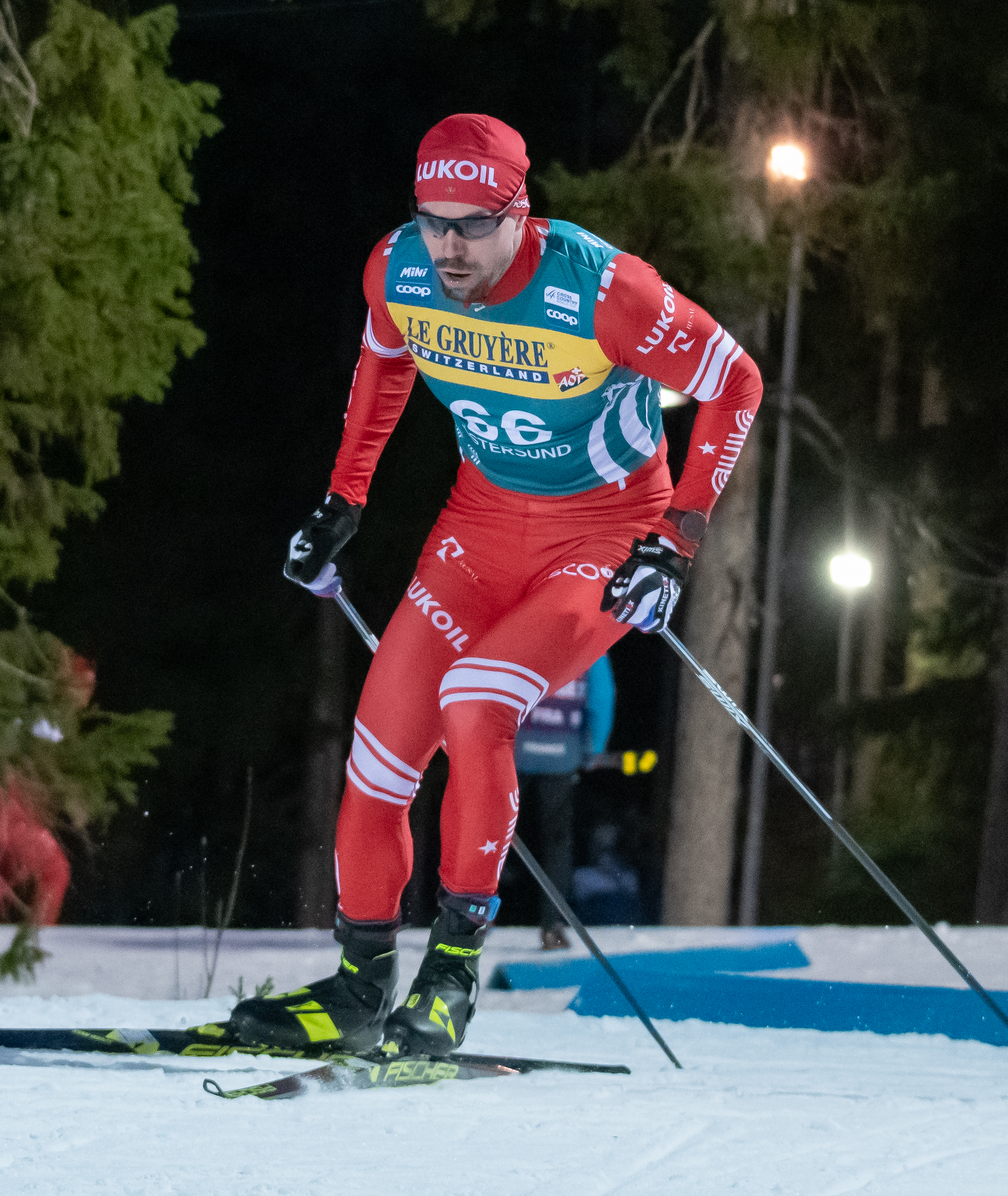
Sergei Ustjugow – Sieger des
Skiathlon-Wettkampfs

| Platz | Land | Sportler               | Zeit [h]  |
| ----- | ---- | ---------------------- | --------- |
| 1     | RUS  | Sergei Ustjugow        | 1:09:16,7 |
| 2     | NOR  | Martin Johnsrud Sundby | 1:09:23,4 |
| 3     | NOR  | Finn Hågen Krogh       | 1:09:48,5 |
| 4     | NOR  | Sjur Røthe             | 1:09:49,8 |
| 5     | CAN  | Alex Harvey            | 1:09:50,0 |
| 6     | NOR  | Didrik Tønseth         | 1:09:50,2 |
| 7     | SWE  | Marcus Hellner         | 1:09:50,4 |
| 8     | RUS  | Andrei Larkow          | 1:09:52,8 |
| 9     | FIN  | Lari Lehtonen          | 1:09:53,9 |
| 10    | ITA  | Giandomenico Salvadori | 1:09:54,0 |
|       |      |                        |           |
| 13    | SUI  | Jonas Baumann          | 1:09:59,9 |
| 16    | GER  | Florian Notz           | 1:10:14,4 |
| 19    | GER  | Lucas Bögl             | 1:11:13,4 |
| 21    | GER  | Jonas Dobler           | 1:11:51,4 |
| 25    | SUI  | Jason Rüesch           | 1:12:49,3 |
| 31    | AUT  | Max Hauke              | 1:12:57,5 |
| 35    | LIE  | Philipp Hälg           | 1:13:27,8 |

Weltmeister 2015:  Maxim Wylegschanin
Datum: 25. Februar 2017
Strecke klassische Technik: 3,75 km North; Länge: 3671 m; Höhenmeter: 136 m

Strecke freie Technik: 3,75 km South; Länge: 3928 m; Höhenmeter: 138 m

#### 50 km Freistil Massenstart

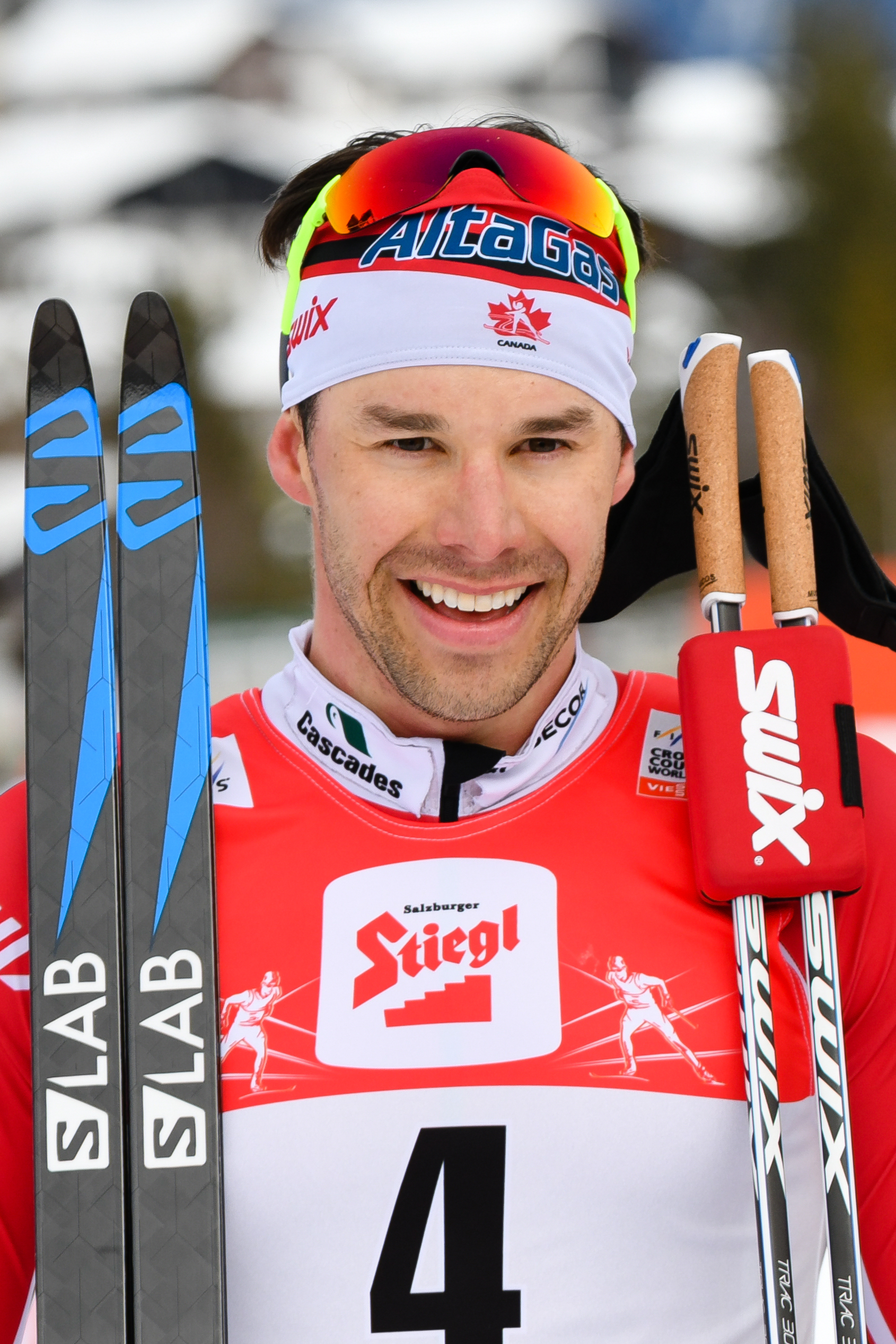
Das längste Skirennen gewann Alex Harvey

| Platz | Land | Sportler               | Zeit [h]  |
| ----- | ---- | ---------------------- | --------- |
| 1     | CAN  | Alex Harvey            | 1:46:28,9 |
| 2     | RUS  | Sergei Ustjugow        | 1:46:29,5 |
| 3     | FIN  | Matti Heikkinen        | 1:46:30,3 |
| 4     | GBR  | Andrew Musgrave        | 1:46:31,8 |
| 5     | NOR  | Martin Johnsrud Sundby | 1:46:31,9 |
| 6     | NOR  | Sjur Røthe             | 1:46:32,3 |
| 7     | SUI  | Dario Cologna          | 1:46:37,8 |
| 8     | NOR  | Petter Northug         | 1:46:41,2 |
| 9     | FRA  | Maurice Manificat      | 1:46:42,3 |
| 10    | NOR  | Hans Christer Holund   | 1:46:43,2 |
|       |      |                        |           |
| 17    | SUI  | Roman Furger           | 1:47:04,9 |
| 18    | GER  | Lucas Bögl             | 1:47:14,5 |
| 24    | GER  | Jonas Dobler           | 1:49:40,1 |
| 35    | AUT  | Max Hauke              | 1:51:13,1 |
| 37    | SUI  | Toni Livers            | 1:52:05,1 |
| 45    | AUT  | Bernhard Tritscher     | 1:54:49,5 |
| 47    | GER  | Florian Notz           | 1:55:07,8 |
| 54    | SUI  | Curdin Perl            | 1:58:02,3 |

Weltmeister 2015:  Petter Northug
Datum: 5. März 2017
Strecke: 10 km (5 km North + 5 km South); Länge: 9923 m; Höhenmeter: 328 m
Für Sieger Alex Harvey war es nach seinem Titel bei den Weltmeisterschaften 2011 in Oslo (damals mit Devon Kershaw im Teamsprint) die zweite Goldmedaille.

#### 4 × 10-km-Staffel
| Platz | Land        | Sportler                                                                        | Zeit [h]  |
| ----- | ----------- | ------------------------------------------------------------------------------- | --------- |
| 1     | Norwegen    | Didrik Tønseth Niklas Dyrhaug Martin Johnsrud Sundby Finn Hågen Krogh           | 1:37:20,1 |
| 2     | Russland    | Andrei Larkow Alexander Bessmertnych Alexei Tscherwotkin Sergei Ustjugow        | 1:37:24,7 |
| 3     | Schweden    | Daniel Rickardsson Johan Olsson Marcus Hellner Calle Halfvarsson                | 1:39:51,9 |
| 4     | Schweiz     | Jason Rüesch Jonas Baumann Dario Cologna Curdin Perl                            | 1:39:52,1 |
| 5     | Finnland    | Sami Jauhojärvi Iivo Niskanen Lari Lehtonen Matti Heikkinen                     | 1:40:02,5 |
| 6     | Deutschland | Thomas Bing Jonas Dobler Florian Notz Lucas Bögl                                | 1:40:02,9 |
| 7     | Frankreich  | Jean-Marc Gaillard Maurice Manificat Robin Duvillard Clément Parisse            | 1:41:12,1 |
| 8     | Italien     | Francesco De Fabiani Dietmar Nöckler Giandomenico Salvadori Federico Pellegrino | 1:42:49,9 |
| 9     | Kasachstan  | Alexei Poltoranin Denis Wolotka Olschas Klimin Jewgeni Welitschko               | 1:42:50,7 |
| 10    | USA         | Kyle Bratrud Erik Bjornsen Tad Elliott Simeon Hamilton                          | 1:42:51,4 |
| 11    | Tschechien  | Martin Jakš Lukáš Bauer Michal Novák Petr Knop                                  | 1:42:51,9 |
| LPD   | Kanada      | Graeme Killick Devon Kershaw Alex Harvey Len Väljas                             |           |
| LPD   | Estland     | Raido Ränkel Algo Kärp Karel Tammjärv Aivar Rehemaa                             |           |
| LPD   | Polen       | Dominik Bury Jan Antolec Maciej Staręga Paweł Klisz                             |           |
| LPD   | Rumänien    | Paul Constantin Pepene Raul Mihai Popa Petrică Hogiu Alin Florin Cioancă        |           |
| LPD   | Ukraine     | Oleksij Krassowskyj Andrij Orlyk Ruslan Perechoda Oleh Joltuchowskyj            |           |

Weltmeister 2015:  Norwegen | Niklas Dyrhaug, Didrik Tønseth, Anders Gløersen, Petter Northug
Datum: 3. März 2017
Strecke klassische Technik: 2,5 km North;

Strecke freie Technik: 2,5 km South;

### Frauen

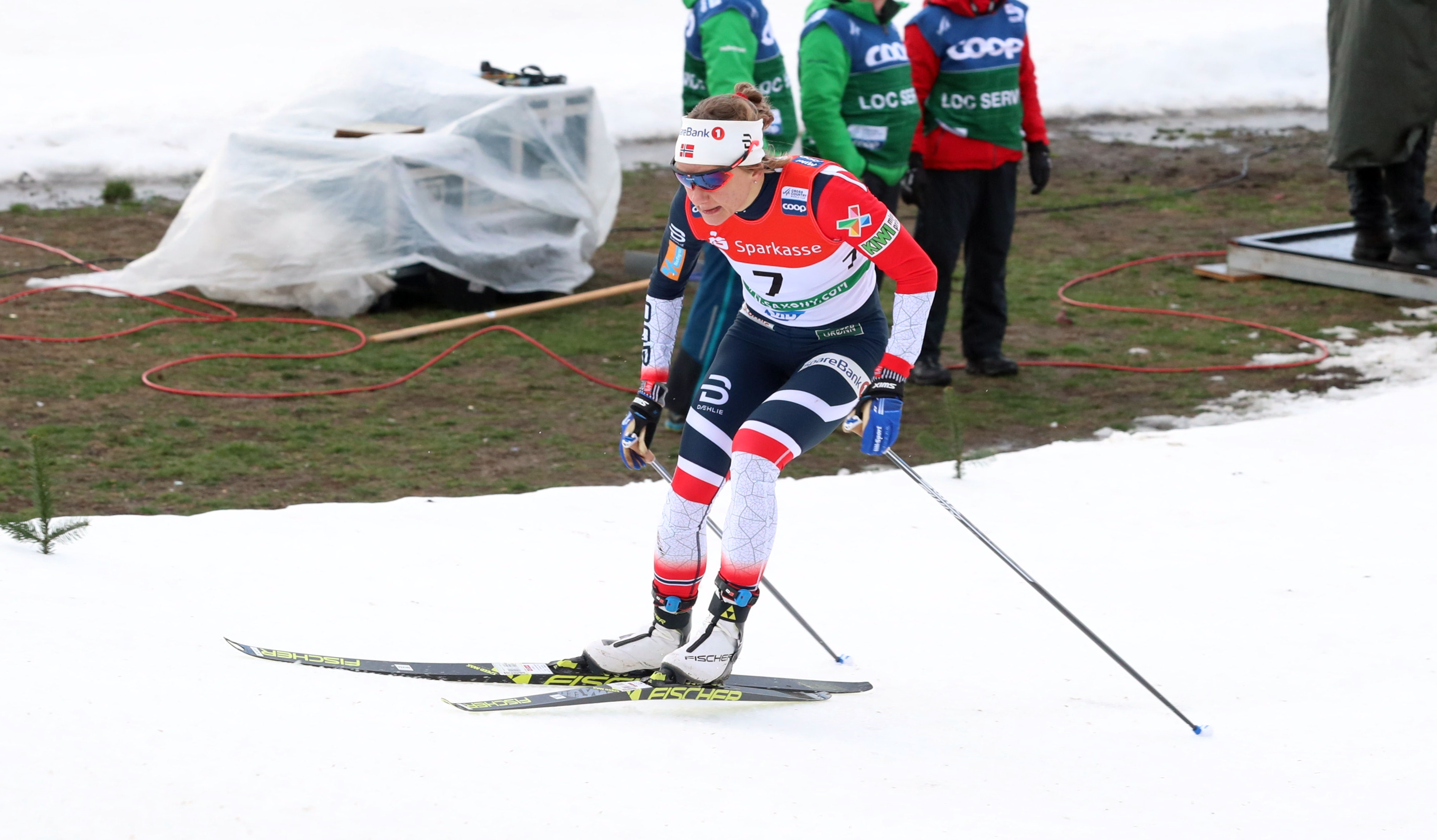
Erfolgreich im Frauensprint: Maiken Caspersen Falla

#### Sprint Freistil
| Platz | Land | Sportlerin             |  |
| ----- | ---- | ---------------------- |  |
| 1     | NOR  | Maiken Caspersen Falla |  |
| 2     | USA  | Jessie Diggins         |  |
| 3     | USA  | Kikkan Randall         |  |
| 4     | SWE  | Hanna Falk             |  |
| 5     | SWE  | Ida Ingemarsdotter     |  |
| 6     | USA  | Sophie Caldwell        |  |
|       |      |                        |  |
| 7     | NOR  | Heidi Weng             |  |
| 8     | FIN  | Mari Laukkanen         |  |
| 9     | RUS  | Natalja Matwejewa      |  |
| 10    | RUS  | Julija Belorukowa      |  |
| 11    | GER  | Hanna Kolb             |  |
| 12    | SWE  | Stina Nilsson          |  |
|       |      |                        |  |
| 14    | GER  | Sandra Ringwald        |  |
| 17    | GER  | Sofie Krehl            |  |
| 23    | GER  | Victoria Carl          |  |
| 25    | SUI  | Nadine Fähndrich       |  |
| 30    | SUI  | Laurien van der Graaff |  |
| 36    | AUT  | Lisa Unterweger        |  |

Weltmeisterin 2015:  Marit Bjørgen
Qualifikation und Finale: 23. Februar 2017
Strecke: Karpalo Sprint 1400 m; Länge: 1416 m; Höhenmeter: 43 m

#### Teamsprint klassisch
| Platz | Land        | Sportlerinnen                           | Zeit [min] |
| ----- | ----------- | --------------------------------------- | ---------- |
| 1     | Norwegen    | Heidi Weng Maiken Caspersen Falla       | 20:20,56   |
| 2     | Russland    | Julija Belorukowa Natalja Matwejewa     | 20:26,12   |
| 3     | USA         | Sadie Bjornsen Jessie Diggins           | 20:38,94   |
| 4     | Schweden    | Ida Ingemarsdotter Stina Nilsson        | 20:39,13   |
| 5     | Finnland    | Aino-Kaisa Saarinen Kerttu Niskanen     | 20:43,58   |
| 6     | Deutschland | Stefanie Böhler Nicole Fessel           | 20:50,09   |
| 7     | Schweiz     | Nadine Fähndrich Laurien van der Graaff | 21:02,40   |
| 8     | Slowenien   | Katja Višnar Anamarija Lampič           | 21:09,04   |
| 9     | Polen       | Ewelina Marcisz Justyna Kowalczyk       | 21:09,55   |
| 10    | Italien     | Ilaria Debertolis Lucia Scardoni        | 21:25,76   |

Weltmeisterinnen 2015:  Norwegen | Ingvild Flugstad Østberg und Maiken Caspersen Falla
Qualifikation und Finale: 26. Februar 2017
Strecke: Indian Hill Sprint 1300 m; Länge: 1285 m; Höhenmeter: 41 m
Die beiden österreichischen Teilnehmerinnen Lisa Unterweger und Anna Seebacher verpassten das Finale deutlich.
Im Halbfinale ausgeschieden:
- Belarus (Polina Seronossowa und Julija Tichonowa)
- Tschechien (Karolína Grohová und Sandra Schützová)
- Kanada (Cendrine Browne und Dahria Beatty)
- Kasachstan (Anna Stojan und Anna Schewtschenko)
- Ukraine (Tetjana Antypenko und Julija Krol)
- Österreich (Lisa Unterweger und Anna Seebacher)
- Australien (Jessica Yeaton und Katerina Paul)

#### 10 km klassisch
| Platz | Land | Sportlerin                 | Zeit [min] |
| ----- | ---- | -------------------------- | ---------- |
| 1     | NOR  | Marit Bjørgen              | 25:24,9    |
| 2     | SWE  | Charlotte Kalla            | 26:05,9    |
| 3     | NOR  | Astrid Uhrenholdt Jacobsen | 26:20,4    |
| 4     | NOR  | Heidi Weng                 | 26:38,7    |
| 5     | SWE  | Anna Haag                  | 26:47,6    |
| 6     | FIN  | Kerttu Niskanen            | 26:48,6    |
| 7     | FIN  | Krista Pärmäkoski          | 26:56,3    |
| 8     | NOR  | Ingvild Flugstad Østberg   | 26:59,4    |
| 8     | POL  | Justyna Kowalczyk          | 26:59,4    |
| 10    | GER  | Stefanie Böhler            | 27:00,7    |
|       |      |                            |            |
| 12    | AUT  | Teresa Stadlober           | 27:02,5    |
| 16    | GER  | Nicole Fessel              | 27:22,0    |
| 21    | GER  | Victoria Carl              | 27:42,3    |
| 25    | SUI  | Nadine Fähndrich           | 27:54,7    |
| 27    | GER  | Katharina Hennig           | 28:10,2    |
| 30    | SUI  | Nathalie von Siebenthal    | 28:16,4    |
| 49    | AUT  | Anna Seebacher             | 29:39,9    |

Weltmeisterin 2015:  Charlotte Kalla
Datum: 28. Februar 2017
Strecke: 5 km (2,5 km North + 2,5 km South); Länge: 5013 m; Höhenmeter: 193 m

#### 15 km Skiathlon
| Platz | Land | Sportlerin                 | Zeit [min] |
| ----- | ---- | -------------------------- | ---------- |
| 1     | NOR  | Marit Bjørgen              | 37:57,5    |
| 2     | FIN  | Krista Pärmäkoski          | 38:02,3    |
| 3     | SWE  | Charlotte Kalla            | 38:29,5    |
| 4     | SUI  | Nathalie von Siebenthal    | 39:02,5    |
| 5     | NOR  | Heidi Weng                 | 39:02,6    |
| 6     | AUT  | Teresa Stadlober           | 39:02,9    |
| 7     | RUS  | Julija Tschekaljowa        | 39:03,2    |
| 8     | NOR  | Astrid Uhrenholdt Jacobsen | 39:08,6    |
| 9     | RUS  | Anastassija Sedowa         | 39:12,8    |
| 10    | JPN  | Masako Ishida              | 39:19,3    |
| 11    | GER  | Katharina Hennig           | 39:36,6    |
|       |      |                            |            |
| 15    | GER  | Victoria Carl              | 40:03,3    |
| 16    | GER  | Sofie Krehl                | 40:04,1    |
| 21    | GER  | Sandra Ringwald            | 40:30,6    |

Weltmeisterin 2015:  Therese Johaug
Datum: 25. Februar 2017

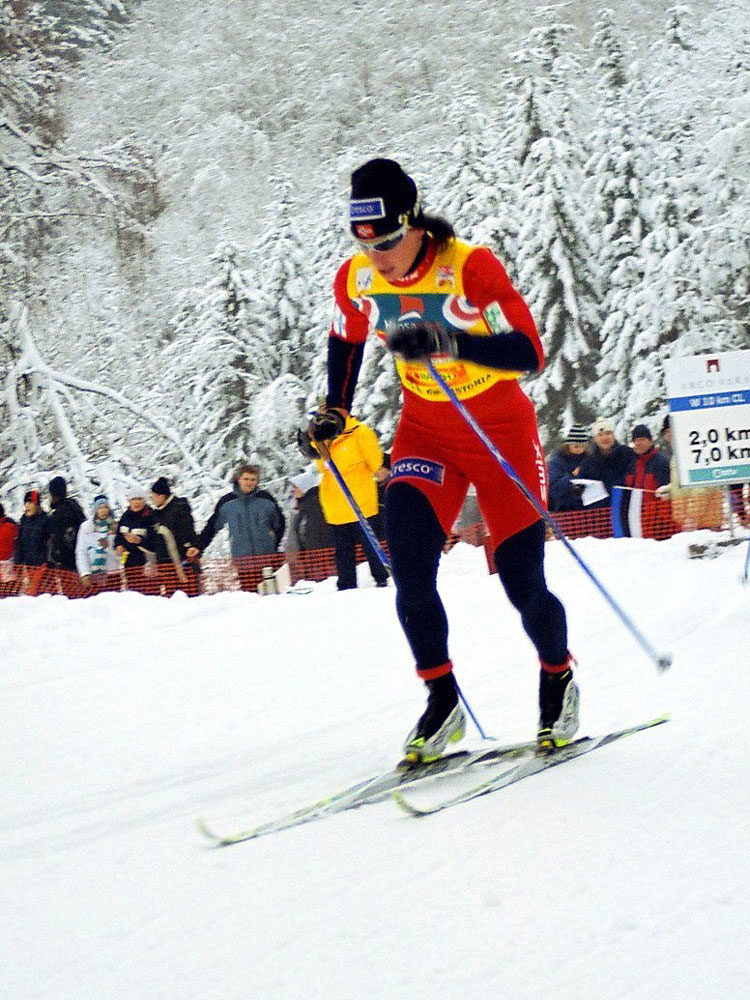
Die vierfache Weltmeisterin von Lahti Marit Bjørgen

Strecke klassische Technik: 3,75 km North; Länge: 3671 m; Höhenmeter: 136 m

Strecke freie Technik: 3,75 km South; Länge: 3928 m; Höhenmeter: 138 m

#### 30 km Freistil Massenstart
| Platz | Land | Sportlerin                 | Zeit [h]  |
| ----- | ---- | -------------------------- | --------- |
| 1     | NOR  | Marit Bjørgen              | 1:08:36,8 |
| 2     | NOR  | Heidi Weng                 | 1:08:37,7 |
| 3     | NOR  | Astrid Uhrenholdt Jacobsen | 1:08:37,7 |
| 4     | NOR  | Ragnhild Haga              | 1:08:44,2 |
| 5     | USA  | Jessie Diggins             | 1:08:47,2 |
| 6     | FIN  | Krista Pärmäkoski          | 1:08:48,1 |
| 7     | SWE  | Charlotte Kalla            | 1:08:50,7 |
| 8     | AUT  | Teresa Stadlober           | 1:08:52,3 |
| 9     | SWE  | Anna Haag                  | 1:08:57,1 |
| 10    | RUS  | Julija Tschekaljowa        | 1:09:57,7 |
| 11    | SUI  | Nathalie von Siebenthal    | 1:09:57,7 |
| 12    | GER  | Stefanie Böhler            | 1:10:00,3 |
|       |      |                            |           |
| 19    | GER  | Katharina Hennig           | 1:11:16,9 |
| 21    | GER  | Nicole Fessel              | 1:11:17,1 |
| 37    | GER  | Victoria Carl              | 1:14:38,4 |

Weltmeisterin 2015:  Therese Johaug
Datum: 4. März 2017
Strecke: 10 km (5 km North + 5 km South); Länge: 9923 m; Höhenmeter: 328 m

#### 4 × 5-km-Staffel
| Platz | Land        | Sportlerinnen                                                                 | Zeit / Rückstand [min] |
| ----- | ----------- | ----------------------------------------------------------------------------- | ---------------------- |
| 1     | Norwegen    | Maiken Caspersen Falla Heidi Weng Astrid Uhrenholdt Jacobsen Marit Bjørgen    | 52:21,5                |
| 2     | Schweden    | Anna Haag Charlotte Kalla Ebba Andersson Stina Nilsson                        | +1:01,6                |
| 3     | Finnland    | Aino-Kaisa Saarinen Kerttu Niskanen Laura Mononen Krista Pärmäkoski           | +1:02,1                |
| 4     | USA         | Kikkan Randall Sadie Bjornsen Elizabeth Stephen Jessie Diggins                | +1:33,8                |
| 5     | Russland    | Polina Kalsina Julija Belorukowa Julija Tschekaljowa Anastassija Sedowa       | +2:28,6                |
| 6     | Deutschland | Katharina Hennig Stefanie Böhler Nicole Fessel Sandra Ringwald                | +2:38,3                |
| 7     | Schweiz     | Laurien van der Graaff Nadine Fähndrich Nathalie von Siebenthal Seraina Boner | +2:52,1                |
| 8     | Polen       | Justyna Kowalczyk Ewelina Marcisz Kornelia Kubińska Martyna Galewicz          | +3:22,0                |
| 9     | Italien     | Lucia Scardoni Caterina Ganz Elisa Brocard Ilaria Debertolis                  | +3:42,0                |
| 10    | Kanada      | Katherine Stewart-Jones Emily Nishikawa Cendrine Browne Dahria Beatty         | +4:16,2                |
| 11    | Tschechien  | Kateřina Smutná Kateřina Beroušková Petra Nováková Barbora Havlíčková         | +5:15,0                |
| 12    | Kasachstan  | Anna Schewtschenko Anna Stojan Olga Mandrika Irina Bykowa                     | +6:06,7                |
| 13    | Slowenien   | Anamarija Lampič Katja Višnar Lea Einfalt Alenka Čebašek                      | +7:03,0                |
| 14    | Estland     | Laura Alba Anette Veerpalu Tatjana Mannima Mariel Merlii Pulles               | +7:09,6                |
| 15    | Australien  | Jessica Yeaton Aimee Watson Barbara Jezeršek Katerina Paul                    | +8:44,3                |
| 16    | Ukraine     | Tetjana Antypenko Julija Krol Lada Nesterenko Walentyna Schewtschenko         | LPD                    |

Weltmeisterinnen 2015:  Norwegen | Heidi Weng, Therese Johaug, Astrid Uhrenholdt Jacobsen, Marit Bjørgen
Datum: 2. März 2017

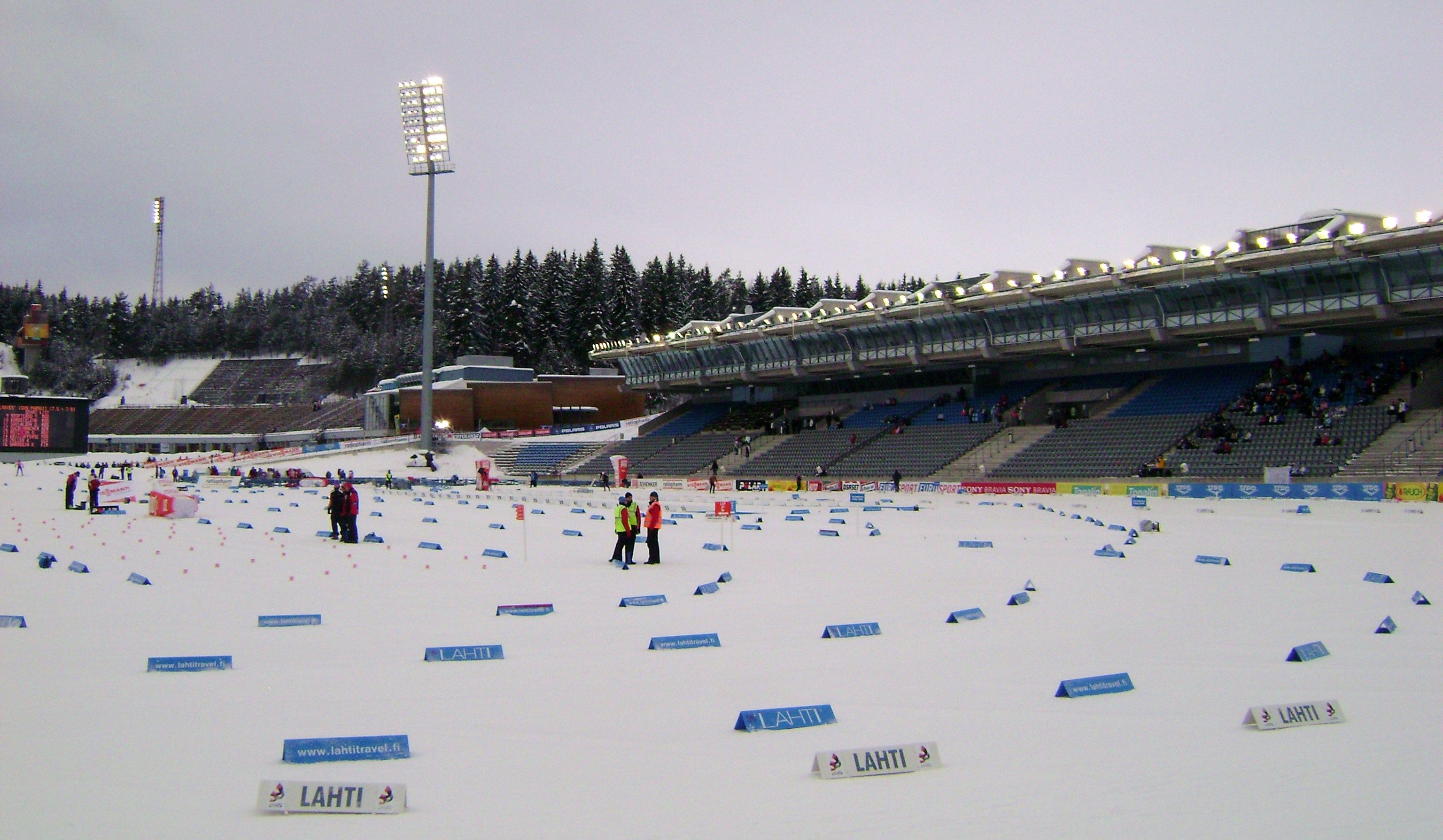
Das Stadion während der Lahti Ski Games 2010

Strecke klassische Technik: 2,5 km North;

Strecke freie Technik: 2,5 km South;

## Skispringen

### Teilnehmende Nationen
| - Bulgarien - Deutschland - Estland - Finnland - Frankreich - Georgien | - Italien - Lettland - Norwegen - Österreich - Polen - Rumänien | - Russland - Schweiz - Slowenien - Tschechien - Türkei - Ukraine |

| - Kanada | - USA |  |

| - Volksrepublik China | - Kasachstan | - Japan |

### Männer
Detaillierte Ergebnisse

#### Normalschanze HS100
| Platz | Land | Sportler              | Weiten [m]   | Punkte |
| ----- | ---- | --------------------- | ------------ | ------ |
| 1     | AUT  | Stefan Kraft          | 99,5 / 098,0 | 270,8  |
| 2     | GER  | Andreas Wellinger     | 96,5 / 100,0 | 268,7  |
| 3     | GER  | Markus Eisenbichler   | 95,0 / 100,5 | 263,6  |
| 4     | POL  | Kamil Stoch           | 96,5 / 099,0 | 262,5  |
| 5     | POL  | Maciej Kot            | 95,0 / 095,5 | 255,1  |
| 6     | AUT  | Michael Hayböck       | 98,0 / 095,5 | 254,4  |
| 7     | NOR  | Johann André Forfang  | 93,0 / 098,5 | 253.1  |
| 8     | POL  | Dawid Kubacki         | 96,5 / 093,5 | 251,5  |
| 9     | GER  | Richard Freitag       | 94,5 / 096,0 | 250,4  |
| 10    | JPN  | Daiki Itō             | 95,5 / 094,5 | 249,8  |
|       |      |                       |              |        |
| 12    | AUT  | Manuel Fettner        | 95,0 / 094,5 | 246,3  |
| 13    | GER  | Stephan Leyhe         | 94,0 / 094,0 | 244,9  |
| 18    | SUI  | Killian Peier         | 93,0 / 093,0 | 240,6  |
| 21    | SUI  | Simon Ammann          | 91,5 / 092,0 | 235,4  |
| 24    | AUT  | Gregor Schlierenzauer | 89,5 / 090,0 | 227,0  |
|       |      |                       |              |        |
| 33    | SUI  | Gregor Deschwanden    | 88,0 / 0---0 | 108,6  |
| 46    | SUI  | Andreas Schuler       | 85,5 / 0---0 | 098,9  |

Weltmeister 2015:  Rune Velta

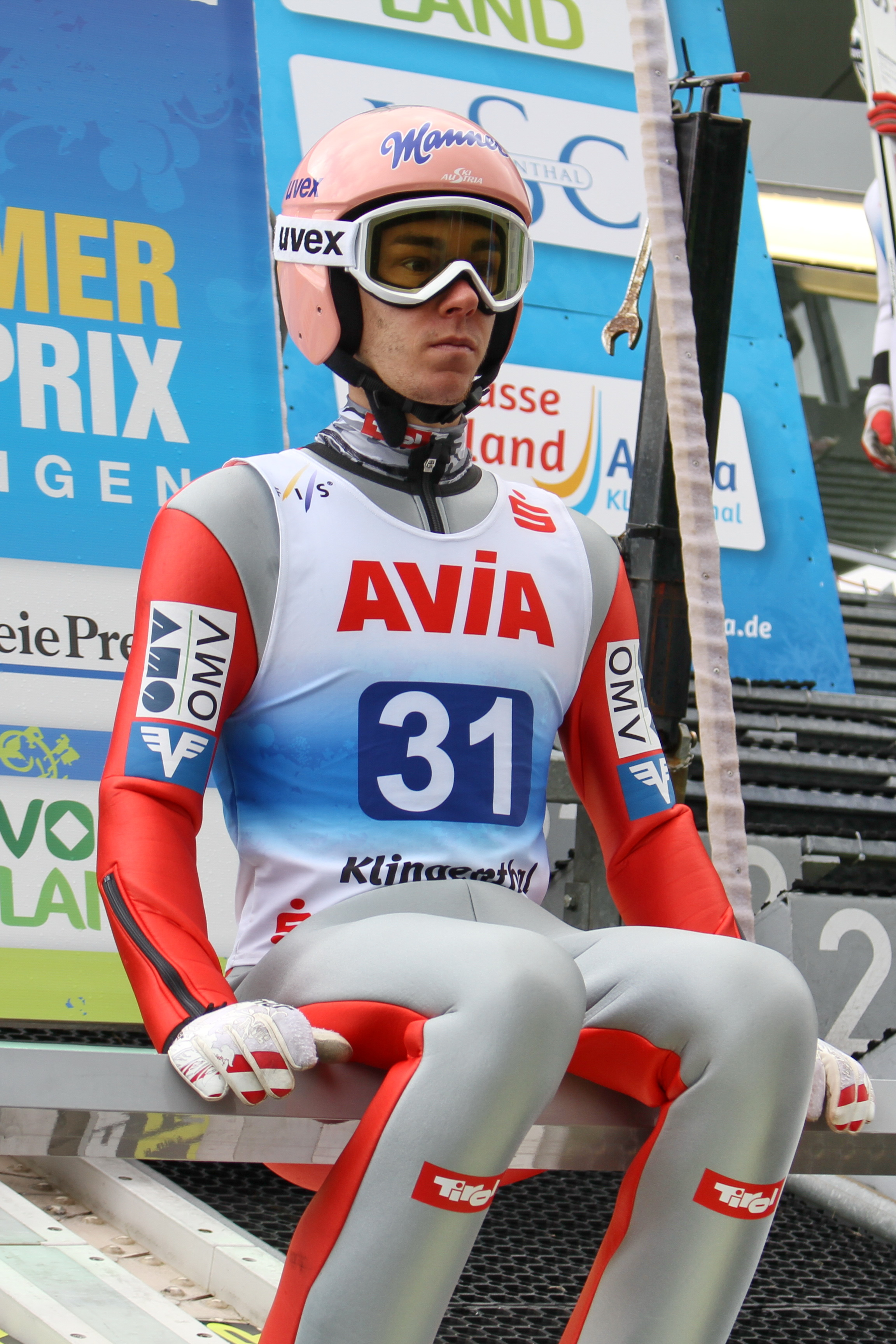
Stefan Kraft siegte in beiden Einzelspringen

Qualifikation: 24. Februar 2017; Finale: 25. Februar 2017
Titelverteidiger Rune Velta ging nicht an den Start, er hatte 2016 seine Karriere beendet.
Die Sprungweiten der ersten Drei waren: Kraft: 99,5 m und 98 m; Wellinger 96,5 m und 100,0 m; Eisenbichler 95,0 m und 100,5 m.
Nach dem ersten Durchgang führte Kraft mit 135,8 Punkten vor Wellinger mit 131,5 und Hayböck mit 130,9 Punkten; Eisenbichler nahm mit 128,3 Punkten Rang 6 ein.
Bester Finne war „Rückkehrer“ Janne Ahonen mit Rang 25 (226,3 Punkte); Domen Prevc, der zu Saisonbeginn großartige Leistungen gezeigt hatte, konnte sich mit einem Sprung auf 89 Meter und damit Platz 34 nicht für den Finaldurchgang qualifizieren.
In der Qualifikation stellte Kamil Stoch mit einem Sprung auf 103,5 Meter einen neuen Schanzenrekord auf.

#### Großschanze HS130
| Platz | Land | Sportler            | Weiten [m]    | Punkte |
| ----- | ---- | ------------------- | ------------- | ------ |
| 1     | AUT  | Stefan Kraft        | 127,5 / 127,5 | 279,3  |
| 2     | GER  | Andreas Wellinger   | 127,5 / 129,0 | 278,0  |
| 3     | POL  | Piotr Żyła          | 127,5 / 131,0 | 276,7  |
| 4     | NOR  | Andreas Stjernen    | 129,5 / 129,0 | 276,1  |
| 5     | NOR  | Anders Fannemel     | 123,5 / 127,0 | 268,8  |
| 6     | POL  | Maciej Kot          | 123,5 / 126,5 | 266,9  |
| 7     | POL  | Kamil Stoch         | 127,5 / 124,5 | 264,8  |
| 8     | POL  | Dawid Kubacki       | 128,5 / 123,0 | 263,8  |
| 9     | SLO  | Peter Prevc         | 128,0 / 124,5 | 263,7  |
| 10    | NOR  | Daniel-André Tande  | 121,5 / 129,5 | 261,3  |
| 11    | AUT  | Michael Hayböck     | 121,5 / 128,0 | 260,3  |
|       |      |                     |               |        |
| 13    | GER  | Markus Eisenbichler | 125,5 / 123,5 | 258,0  |
| 14    | SUI  | Simon Ammann        | 122,5 / 125,5 | 252,8  |
| 16    | GER  | Stephan Leyhe       | 125,0 / 117,5 | 247,2  |
| 18    | AUT  | Manuel Fettner      | 118,0 / 122,0 | 242,7  |
| 19    | GER  | Richard Freitag     | 121,0 / 115,5 | 235,7  |
| 22    | AUT  | Markus Schiffner    | 120,0 / 113,5 | 227,2  |
|       |      |                     |               |        |
| 35    | SUI  | Gregor Deschwanden  | 112,5 / 0---0 | 102,3  |
| 40    | SUI  | Killian Peier       | 106,5 / 0---0 | 092,4  |
| 47    | SUI  | Andreas Schuler     | 103,0 / 0---0 | 084,3  |

Weltmeister 2015:  Severin Freund
Qualifikation: 1. März 2017; Finale: 2. März 2017, Beginn 17:30 Uhr MEZ
Stefan Kraft wurde nach seinem Sieg auf der Normalschanze auch Weltmeister auf der Großschanze. Andreas Wellinger errang nach seinem zweiten Platz auf der Normalschanze erneut die Silbermedaille. Piotr Żyła gewann die Bronzemedaille, nachdem er mit 131 Metern im zweiten Durchgang, der Höchstweite des Wettbewerbs, von einem zwischenzeitlichen sechsten Rang noch auf das Podest vorrückte.
Kraft und Wellinger lagen bereits nach dem ersten Sprunglauf, getrennt um 0,9 Punkte, voran; auf Rang 3 befand sich Andreas Stjernen.
Severin Freund konnte seinen Titel nicht verteidigen, da er nach einem Ende Januar 2017 erlittenen Kreuzbandriss an diesen Weltmeisterschaften nicht teilnehmen konnte.

#### Mannschaft, Großschanze HS130
| Platz | Land        | Sportler                                                                 | Punkte |
| ----- | ----------- | ------------------------------------------------------------------------ | ------ |
| 1     | Polen       | Piotr Żyła Dawid Kubacki Maciej Kot Kamil Stoch                          | 1104,2 |
| 2     | Norwegen    | Anders Fannemel Johann André Forfang Daniel-André Tande Andreas Stjernen | 1078,5 |
| 3     | Österreich  | Michael Hayböck Manuel Fettner Gregor Schlierenzauer Stefan Kraft        | 1068,9 |
| 4     | Deutschland | Markus Eisenbichler Stephan Leyhe Richard Freitag Andreas Wellinger      | 1052,9 |
| 5     | Slowenien   | Jurij Tepeš Anže Lanišek Jernej Damjan Peter Prevc                       | 0941,6 |
| 6     | Finnland    | Jarkko Määttä Ville Larinto Antti Aalto Janne Ahonen                     | 0926,5 |
| 7     | Japan       | Taku Takeuchi Ryōyū Kobayashi Noriaki Kasai Daiki Itō                    | 0922,7 |
| 7     | Tschechien  | Viktor Polášek Tomáš Vančura Jakub Janda Roman Koudelka                  | 0922,7 |
|       |             |                                                                          |        |
| 9     | Russland    | Alexei Romaschow Denis Kornilow Dmitri Wassiljew Jewgeni Klimow          | 0473,4 |
| 10    | Schweiz     | Gregor Deschwanden Andreas Schuler Killian Peier Simon Ammann            | 0453,0 |
| 11    | USA         | Casey Larson William Rhoads Michael Glasder Kevin Bickner                | 0365,1 |
| 12    | Kasachstan  | Roman Nogin Alexei Koroljow Nikolai Karpenko Ilja Kratow                 | 0192,3 |

Weltmeister 2015:  Norwegen | Anders Bardal, Anders Jacobsen, Anders Fannemel, Rune Velta
Datum: 4. März 2017
In der auf hohem Niveau stehenden Entscheidung zeigte das favorisierte polnische Team, welches am Ende erstmals eine Weltmeisterschaftsgoldmedaille gewann, eine konstant starke Leistung. Schon nach dem ersten Durchgang führte der spätere Weltmeister (591,9 Punkte), die Verfolger Österreich (574,5), Deutschland (573,1) und Norwegen (564,3) lagen eng beisammen; die übrigen Konkurrenten hatten bereits einen relativ deutlichen Rückstand. Die zweite Runde war von turbulenten Winden beeinflusst, welche von Springer zu Springer Rangverschiebungen führten und dem zweiten norwegischen Springer Johann André Forfang einen neuen Schanzenrekord von 138 Metern brachten, was letztlich auch ausschlaggebend zum Gewinn der Silbermedaille war.

### Frauen, Normalschanze HS100
Detaillierte Ergebnisse
| Platz | Land | Sportlerin                 | Weiten [m]   | Punkte |
| ----- | ---- | -------------------------- | ------------ | ------ |
| 1     | GER  | Carina Vogt                | 98,5 / 96,5  | 254,6  |
| 2     | JPN  | Yūki Itō                   | 97,0 / 96,5  | 252,6  |
| 3     | JPN  | Sara Takanashi             | 98,0 / 95,0  | 251,1  |
| 4     | NOR  | Maren Lundby               | 99,5 / 91,0  | 247,7  |
| 5     | SLO  | Ema Klinec                 | 99,0 / 94,0  | 245,8  |
| 6     | GER  | Svenja Würth               | 97,0 / 94,0  | 241,7  |
| 7     | AUT  | Jacqueline Seifriedsberger | 94,0 / 92,5  | 240,9  |
| 8     | GER  | Katharina Althaus          | 94,0 / 93,5  | 239,0  |
| 9     | AUT  | Daniela Iraschko-Stolz     | 93,0 / 89,5  | 229,6  |
| 10    | AUT  | Chiara Hölzl               | 93,5 / 91,0  | 229,0  |
|       |      |                            |              |        |
| 25    | GER  | Gianina Ernst              | 84,5 / 81,5  | 188,8  |
| 33    | GER  | Ramona Straub              | 84,0 / 0---0 | 093,7  |

Weltmeisterin 2015:  Carina Vogt

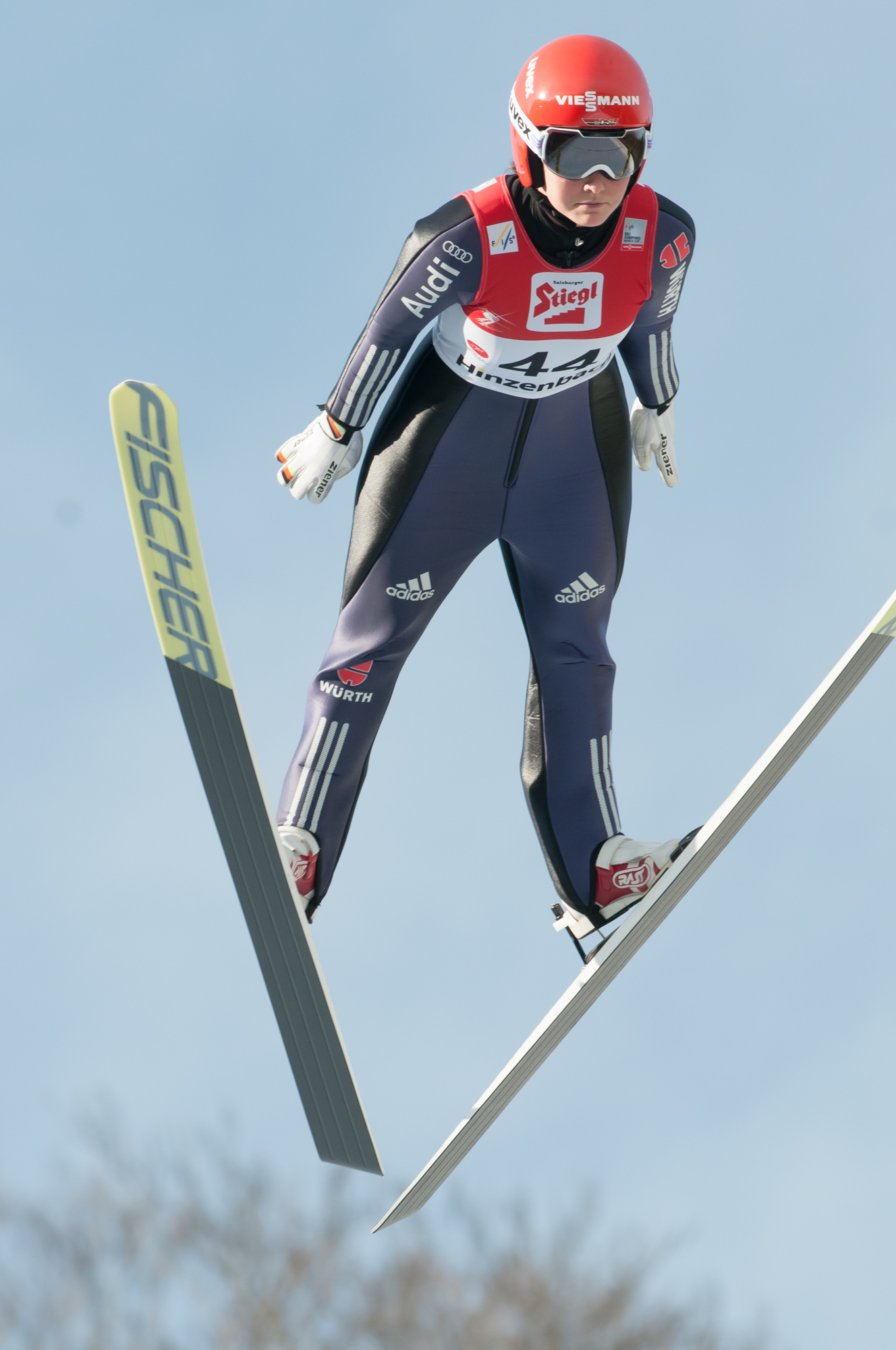
Die aktuelle Olympiasiegerin Carina Vogt verteidigte ihren Titel als Skisprungweltmeisterin

Qualifikation: 23. Februar 2017, Finale: 24. Februar 2017

### Mixed, Normalschanze HS100
Detaillierte Ergebnisse
| Platz | Land                                                                                     | Punkte                                                                                                |  |
| ----- | ---------------------------------------------------------------------------------------- | --- |  |
| 1     | DeutschlandCarina Vogt Markus Eisenbichler Svenja Würth Andreas Wellinger                | 1035,598,0 und 95,0 m / 255,2 95,5 und 99,5 m / 264,0 95,0 und 95,5 m / 240,1 99,0 und 98,0 m / 276,2 |  |
| 2     | ÖsterreichDaniela Iraschko-Stolz Michael Hayböck Jacqueline Seifriedsberger Stefan Kraft | 0999,088,5 und 90,5 m / 230,0 92,0 und 92,5 m / 249,3 94,5 und 92,5 m / 247,0 96,5 und 97,0 m / 273,0 |  |
| 3     | JapanSara Takanashi Taku Takeuchi Yūki Itō Daiki Itō                                     | 0979,790,0 und 89,5 m / 237,6 89,0 und 92,0 m / 237,1 95,0 und 93,5 m / 250,4 92,5 und 96,5 m / 254,6 |  |
| 4     | SlowenienNika Križnar Anže Lanišek Ema Klinec Peter Prevc                                | 0961,4                                                                                                |  |
| 5     | NorwegenSilje Opseth Daniel-André Tande Maren Lundby Andreas Stjernen                    | 0877,8                                                                                                |  |
| 6     | RusslandAnastassija Barannikowa Denis Kornilow Irina Awwakumowa Jewgeni Klimow           | 0864,0                                                                                                |  |
| 7     | ItalienElena Runggaldier Sebastian Colloredo Manuela Malsiner Davide Bresadola           | 0841,1                                                                                                |  |
| 8     | USANita Englund Michael Glasder Sarah Hendrickson Kevin Bickner                          | 0802,2                                                                                                |  |
|       |                                                                                          | |  |
| 9     | TschechienMarta Křepelková Jakub Janda Barbora Blažková Roman Koudelka                   | 0403,3                                                                                                |  |
| 10    | FrankreichLéa Lemare Paul Brasme Lucile Morat Vincent Descombes Sevoie                   | 0403,1                                                                                                |  |
| 11    | FinnlandSusanna Forsström Ville Larinto Julia Kykkänen Janne Ahonen                      | 0397,4                                                                                                |  |
| 12    | KanadaNatasha Bodnarchuk Joshua Maurer Taylor Henrich MacKenzie Boyd-Clowes              | 0379,5                                                                                                |  |
| 13    | RumänienAndreea Diana Trâmbițaș Iulian Pîtea Daniela Haralambie Nicolae Sorin Mitrofan   | 0336,2                                                                                                |  |
| 14    | KasachstanDajana Achmetwalijewa Ilja Kratow Walentina Sderschikowa Alexei Koroljow       | 0258,4                                                                                                |  |

Weltmeister 2015:  Deutschland | Carina Vogt, Richard Freitag, Katharina Althaus, Severin Freund
Datum: 26. Februar 2017
Nach dem ersten Durchgang führte Deutschland mit 508,6 Punkten vor Österreich (490,7), Japan (482,2) und Slowenien (460,3). Die Mannschaften aus Tschechien und Frankreich verpassten nur um 0,5 bzw. 0,7 Punkte den zweiten Durchgang.

## Nordische Kombination

### Teilnehmende Nationen
| - Deutschland - Estland - Finnland - Frankreich - Italien - Norwegen - Österreich | - Polen - Russland - Schweiz - Slowenien - Tschechien - Ukraine |

| - Kanada | - USA |

| - Japan - Kasachstan | - Südkorea |

### Normalschanze HS 100 / 10 km

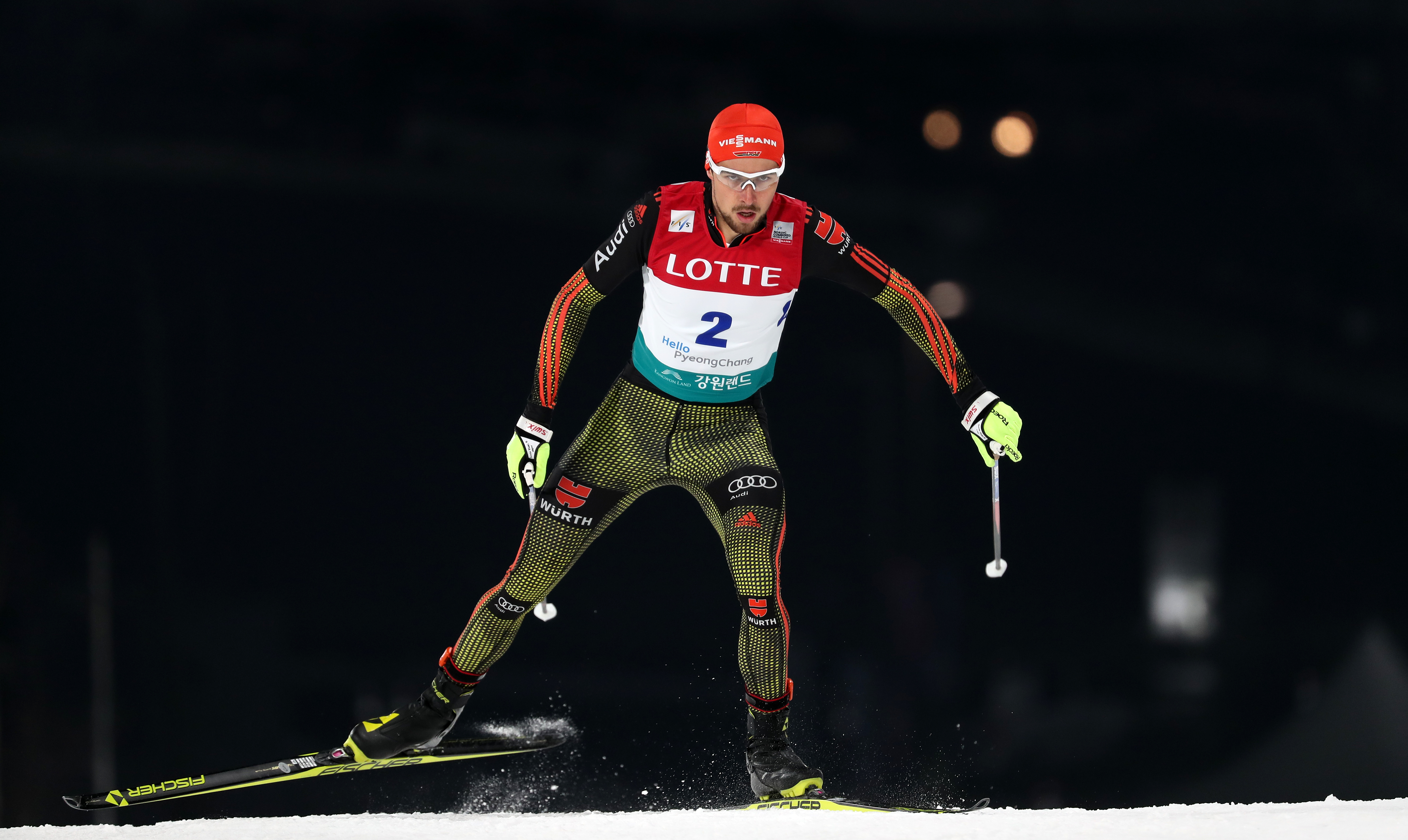
Johannes Rydzek dominierte die Nordische Kombination und gewann alle vier Wettbewerbe dieser Sportart

| Platz | Land | Sportler         | Sprung Pkte. / Pl. | Lauf Zeit / Pl. | Endzeit [min] |
| ----- | ---- | ---------------- | ------------------ | --------------- | ------------- |
| 1     | GER  | Johannes Rydzek  | 124,5 / 02         | 26:05,6 / 09    | 26:19,6       |
| 2     | GER  | Eric Frenzel     | 128,1 / 01         | 26:34,5 / 20    | 26:34,5       |
| 3     | GER  | Björn Kircheisen | 119,7 / 08         | 26:15,6 / 13    | 26:49,6       |
| 4     | GER  | Fabian Rießle    | 118,2 / 12         | 26:11,8 / 12    | 26:51,8       |
| 5     | JPN  | Akito Watabe     | 120,3 / 06         | 26:20,9 / 15    | 26:51,9       |
| 6     | FRA  | François Braud   | 119,6 / 09         | 26:21,6 / 16    | 26:55,6       |
| 7     | AUT  | Bernhard Gruber  | 121,6 / 04         | 26:32,7 / 19    | 26:58,7       |
| 8     | AUT  | Philipp Orter    | 107,3 / 30         | 25:36,9 / 01    | 26:59,9       |
| 9     | FIN  | Eero Hirvonen    |                    |                 | 27:04,7       |
| 10    | NOR  | Magnus Krog      |                    |                 | 27:04,9       |
|       |      |                  |                    |                 |               |
| 15    | SUI  | Tim Hug          |                    |                 | 27:07,7       |
| 16    | AUT  | David Pommer     |                    |                 | 27:22,3       |
| 17    | GER  | Manuel Faißt     |                    |                 | 27:31,5       |
| 18    | AUT  | Mario Seidl      |                    |                 | 27:33,2       |

Weltmeister 2015:  Johannes Rydzek
Datum: 24. Februar 2017
Normalschanze HS 100/10 km
Strecke: 2,5 km South NC; Länge: 2717 m; Höhenmeter: 100 m
Es war der erste Vierfacherfolg für den Deutschen Skiverband und der erste Vierfacherfolg einer Nation seit den Nordischen Skiweltmeisterschaften 1934, als vier Norweger die ersten vier Plätze belegten. Die DSV-Teilnehmer bestätigten eindeutig ihre Dominanz aus der gesamten Saison zuvor. Watabe auf Rang fünf war auch der Einzige, der (nach achtzehn DSV-Siegen in den bisherigen neunzehn Einzelwettbewerben in diesem Weltcup-Winter) einen Weltcup-Wettbewerb in Sapporo gewonnen hatte – allerdings bei nicht voller Beteiligung der DSV-Athleten.
Nach dem Springen führte Eric Frenzel vor Johannes Rydzek (+14 s) und Kristjan Ilves (+24 s; Endrang 23); Björn Kircheisen lag mit 34 s Rückstand auf Rang acht, Fabian Rießle (+40 s) auf Platz zwölf. Die beste Laufzeit brachte den mit 1:23 min Rückstand auf Rang dreißig gelegenen Philipp Orter noch auf Rang acht (+40,3 s); Rydzek war Neunter im Laufen, Rießle Zwölfter; Rang dreizehn belegte Kircheisen und Rang zwanzig Frenzel.

### Großschanze HS 130 / 10 km
| Platz | Land | Sportler         | Sprung Pkte. / Pl. | Lauf Zeit / Pl. | Endzeit [min] |
| ----- | ---- | ---------------- | ------------------ | --------------- | ------------- |
| 1     | GER  | Johannes Rydzek  | 122,2 / 05         | 25:41,6 / 02    | 26:41,6       |
| 2     | JPN  | Akito Watabe     | 123,8 / 03         | 25:52,4 / 05    | 26:46,4       |
| 3     | FRA  | François Braud   | 123,8 / 03         | 26:00,6 / 07    | 26:54,6       |
| 4     | AUT  | Mario Seidl      | 137,3 / 01         | 26:59,0 / 20    | 26:59,0       |
| 5     | AUT  | Wilhelm Denifl   | 125,7 / 02         | 26:22,1 / 13    | 27:08,1       |
| 6     | GER  | Fabian Rießle    | 112,9 / 17         | 25:40,5 / 01    | 27:18,5       |
| 7     | GER  | Eric Frenzel     | 115,0 / 13         | 25:50,1 / 04    | 27:18,9       |
| 8     | AUT  | David Pommer     | 114,4 / 14         | 25:47,3 / 03    | 27:19,1       |
| 9     | AUT  | Bernhard Gruber  |                    |                 | 27:19,7       |
| 10    | NOR  | Espen Andersen   |                    |                 | 27:32,2       |
|       |      |                  |                    |                 |               |
| 12    | AUT  | Philipp Orter    |                    |                 | 27:35,3       |
| 14    | SUI  | Tim Hug          |                    |                 | 27:52,1       |
| 16    | GER  | Björn Kircheisen |                    |                 | 28:23,4       |

Weltmeister 2015:  Bernhard Gruber
Datum: 1. März 2017
Strecke: 2,5 km North NC; Länge: 2542 m; Höhenmeter: 103 m
Sieger Johannes Rydzek gewann seine insgesamt zehnte Weltmeisterschaftsmedaille (fünf Gold, vier Silber, eine Bronze) und wurde somit zum damals erfolgreichsten Sportler der Weltmeisterschaftsgeschichte in der Nordischen Kombination. Er überholte Bjarte Engen Vik aus Norwegen (fünf Gold, drei Silber) und den Franzosen Jason Lamy Chappuis (je fünf Gold und Bronze).
| Weitere Ergebnisse:0 |
| Weitere Platzierungen: 11. Magnus Krog NOR +51,9; 13. Magnus Moan NOR +1:00,1; 18. Antoine Gérard FRA +1:55,4; 19. Takehiro Watanabe JAP +1:56,3; 20. Alessandro Pittin ITA +2:04,1; 22. Jørgen Graabak NOR +2:17,5; 24. Hannu Manninen FIN 2:48,4; 28. Armin Bauer ITA +3:32,4 - 53 klassiert. Stand nach dem Springen: 1. Seidl 137,3 Punkte/132 m; 2. Denifl 125,7/125,5 – 0,46 zurück; 3. ex aequo A. Akabe 123,8/125,0 und Braud 123,8/122,5 – 0,54; 5. Rydzek 122,2/122,0 – 1:00; 6. Watanabe 121,4/125,0 – 1:04; 7. Gerard 121,3/125,0 – 1:04; 8. Gruber 118,3/121,0 – 1:16; 9. Andersen 118.0/120,5 – 1:17; 10. Moan 117,1/122,0 – 1:26; 11. Hug 115,9/120,5 – 1:26; weiters: 13. Frenzel 115,0/121,0 – 1:29; 14. Pommer 119,5/114,5 – 1:32; 15. Orter 113,8/119,5 – 1:34; 16. Krog 113,7/120,5 - 1:34; 17. Rießle 112,9/119,5 – 1:38; 18. Kircheisen 111,4/118,5 – 1:44; 27. Manninen 99,7/112,5 – 2:30; 28. Graabak 99,1/112,0 – 2:33; 30. Pittin 97,7/110,5 – 2:38; 36. Bauer 93,7/110,0 – 2:54. Laufzeiten: 1. Rießle 25:40,5; 2. Rydzek 25:41,6; 3. Pommer 25:47,3; 4. Frenzel 25:50,1; 5. A. Watabe 25:52,4; 6. Krog 25:59,5; 7. Braud 26:00,6; 8. Orter 26:01,3; 9. Gruber 26:03,9; 10. Pittin 26.07,7; 11. Andersen 26:15,2; 13. Denifl 26:22,1; 14. ex aequo Hug und Graabak 26:26,1; weiters: 18. Kircheisen 26:39,4; 21. Manninen 27:00,0; 26. Bauer 27:20,0; 30. Gerard 27:33,0. |

### Mannschaft, Normalschanze HS 100 / 4 × 5 km
| Platz | Land        | Sportler                                                          | Zeit / Rückstand |
| ----- | ----------- | ----------------------------------------------------------------- | ---------------- |
| 1     | Deutschland | Björn Kircheisen Eric Frenzel Fabian Rießle Johannes Rydzek       | 047:57,3 min     |
| 2     | Norwegen    | Magnus Moan Magnus Krog Mikko Kokslien Jørgen Graabak             | 00+41,7 s00      |
| 3     | Österreich  | Bernhard Gruber Mario Seidl Philipp Orter Paul Gerstgraser        | +1:03,7 min      |
| 4     | Japan       | Hideaki Nagai Takehiro Watanabe Yoshito Watabe Akito Watabe       | +1:06,0 min      |
| 5     | Finnland    | Leevi Mutru Eero Hirvonen Ilkka Herola Hannu Manninen             | +1:17,7 min      |
| 6     | Italien     | Armin Bauer Lukas Runggaldier Alessandro Pittin Samuel Costa      | +1:18,2 min      |
| 7     | Frankreich  | Laurent Muhlethaler Maxime Laheurte François Braud Antoine Gérard | +1:19,5 min      |
| 8     | USA         | Bryan Fletcher Taylor Fletcher Ben Berend Ben Loomis              | +3:27,2 min      |
| 9     | Estland     | Kail Piho Karl-August Tiirmaa Han-Hendrik Piho Kristjan Ilves     | +3:39,7 min      |
| 10    | Russland    | Samir Mastijew Wjatscheslaw Barkow Ernest Jachin Timofei Borissow | +4:52,0 min      |
| 11    | Tschechien  | Miroslav Dvořák Tomáš Portyk Ondřej Pažout Jan Vytrval            | +4:56,6 min      |

Weltmeister 2015:  Deutschland | Tino Edelmann, Eric Frenzel, Fabian Rießle, Johannes Rydzek

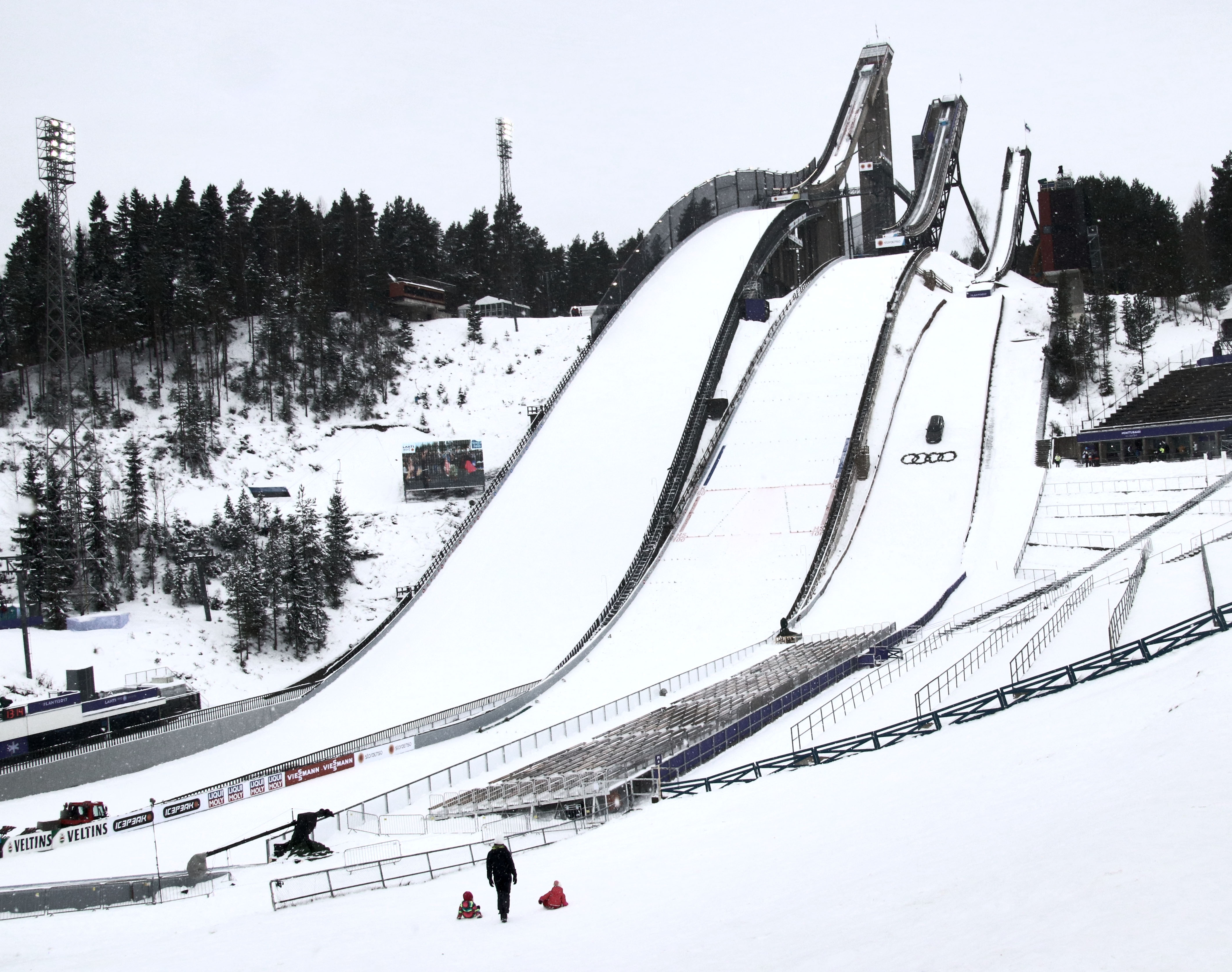
Die Salpausselkä-Skisprungschanzenanlage

Datum: 26. Februar 2017
Strecke: 2,5 km North NC; Länge: 2542 m; Höhenmeter: 103 m
Teilnehmende Nationen: 11
Der Sieg ging an Deutschland mit Eric Frenzel, Björn Kircheisen, Fabian Rießle, Johannes Rydzek.
Schon nach dem Springen führte Deutschland. Startspringer Kircheisen kam auf 91 Meter; es folgten Rießle mit 97 m, Frenzel mit 100 m und Rydzek mit 96,5 m, was 500,8 Punkte und einen Vorsprung von 44 Sekunden auf Japan sowie Frankreich brachte; Österreich in der Reihenfolge Paul Gerstgraser, Bernhard Gruber, Philipp Orter und Mario Seidl lag 1:05 min, Norwegen (Magnus Krog, Mikko Kokslien, Magnus Moan und Jørgen Graabak) 1:07 min zurück.
Im Laufen genügte dem deutschen Team die fünftbeste Zeit, um den Vorsprung verwalten zu können. Die beste Laufzeit gelang Italien, welches noch vomelften auf den sechsten Rang nach vorne kam. Die zweitbeste Laufzeit schaffte Norwegen vor Finnland Österreich und Japan.
Finnland hatte den 38-jährigen Hannu Manninen, der von seinem Dienstgeber, der Finnair, freigestellt wurde, reaktiviert. Manninen, der seine erfolgreiche Karriere schon längere Zeit zuvor beendet hatte, war bereits im Januar 2017 wieder im Weltcup gestartet.

### Teamsprint, Großschanze HS 130 / 2 × 7,5 km
| Platz | Land        | Sportler                               | Zeit / Rückstand |
| ----- | ----------- | -------------------------------------- | ---------------- |
| 1     | Deutschland | Eric Frenzel Johannes Rydzek           | 29:01,8 min      |
| 2     | Norwegen    | Magnus Moan Magnus Krog                | 00+1,0 s         |
| 3     | Japan       | Yoshito Watabe Akito Watabe            | 0+10,2 s         |
| 4     | Österreich  | Bernhard Gruber Wilhelm Denifl         | 0+10,7 s         |
| 5     | Frankreich  | François Braud Maxime Laheurte         | 0+11,5 s         |
| 6     | Italien     | Alessandro Pittin Samuel Costa         | +1:10,6 min      |
| 7     | Finnland    | Eero Hirvonen Ilkka Herola             | +1:10,7 min      |
| 8     | Tschechien  | Miroslav Dvořák Tomáš Portyk           | +1:26,4 min      |
| 9     | USA         | Bryan Fletcher Taylor Fletcher         | +1:48,1 min      |
| 10    | Polen       | Paweł Słowiok Adam Cieślar             | +1:48,7 min      |
| 11    | Slowenien   | Vid Vrhovnik Marjan Jelenko            | +1:49,5 min      |
| 12    | Estland     | Kristjan Ilves Han-Hendrik Piho        | +1:51,1 min      |
| 13    | Russland    | Samir Mastijew Wjatscheslaw Barkow     | LPD              |
| 14    | Ukraine     | Wiktor Passitschnyk Dmytro Masurtschuk | LPD              |

Weltmeister 2015:  Frankreich | François Braud, Jason Lamy Chappuis
Datum: 3. März 2017
Strecke: Karpalo Sprint 1500 m; Länge: 1535 m; Höhenmeter: 47 m
Es kam zu einem äußerst spannenden Wettbewerb. Die Abstände nach dem Springen waren gering und so fanden die besten fünf Nationen Frankreich, Deutschland, Japan, Norwegen und Österreich im nachfolgenden Lauf schnell zu einer Gruppe mit wechselnden Führungen zusammen. Das blieb sehr lange so, bis die Österreicher in der drittletzten Runde als erstes Team etwas abreißen lassen mussten. Allerdings kamen sie wieder heran und griffen in den Kampf um Bronze noch einmal ein. In der letzten Runde setzten sich Magnus Krog und Johannes Rydzek von den anderen ab und erst kurz vor dem Ziel konnte Rydzek mit seinem Schlussspurt den WM-Titel für Deutschland sichern. Akito Watabe errang die Bronzemedaille für Japan knapp vor dem Österreicher Wilhelm Denifl.